# Ugo Foscolo
Niccolò Foscolo, detto Ugo (Zante, 6 febbraio 1778 – Londra, 10 settembre 1827), è stato un poeta, scrittore, drammaturgo, traduttore, critico letterario e patriota italiano, uno dei principali letterati del neoclassicismo e del preromanticismo.
Fu uno dei più notevoli esponenti letterari italiani del periodo a cavallo fra Settecento e Ottocento, nel quale si manifestarono e cominciarono ad apparire in Italia le correnti neoclassiche e romantiche, durante l'età napoleonica e la prima Restaurazione. 
Costretto fin da giovane ad allontanarsi dalla sua patria (l'isola greca di Zacinto/Zákynthos, oggi nota in italiano come Zante), allora territorio della Repubblica di Venezia, si sentì esule per tutta la vita, strappato da un mondo di ideali classici in cui era nato e cresciuto, tramite la sua formazione letteraria e il legame con la terra dei suoi antenati (nonostante un fortissimo legame con l'Italia, che considerava la propria madrepatria). La sua vita fu caratterizzata da viaggi e fughe, a causa di motivi politici (militò nelle forze armate degli Stati napoleonici, ma in maniera molto critica, e fu un oppositore degli austriaci, a causa del suo carattere fiero, dei suoi sentimenti italiani e delle sue convinzioni repubblicane), ed egli, privo di fede religiosa e incapace di trovare felicità nell'amore di una donna, avvertì sempre dentro di sé un infuriare di passioni.
Come molti intellettuali della sua epoca, si sentì però attratto dalle splendide immagini dell'Ellade, simbolo di armonia e di virtù, in cui il suo razionalismo e il suo titanismo di stampo romantico si stemperavano in immagini serene di compostezza neoclassica, secondo l'insegnamento del Winckelmann.
Tornato per breve tempo a vivere stabilmente in Italia e nel Lombardo-Veneto (allora ancora parte del Regno d'Italia napoleonico) nel 1813, partì presto in un nuovo volontario esilio e morì povero qualche anno dopo a Londra, nel sobborgo di Turnham Green. Dopo l'Unità d'Italia, nel 1871, le sue ceneri furono riportate per decreto del governo italiano in patria e inumate nella basilica di Santa Croce a Firenze, il Tempio dell'Itale Glorie da lui cantato nei Sepolcri (1806).

## Biografia

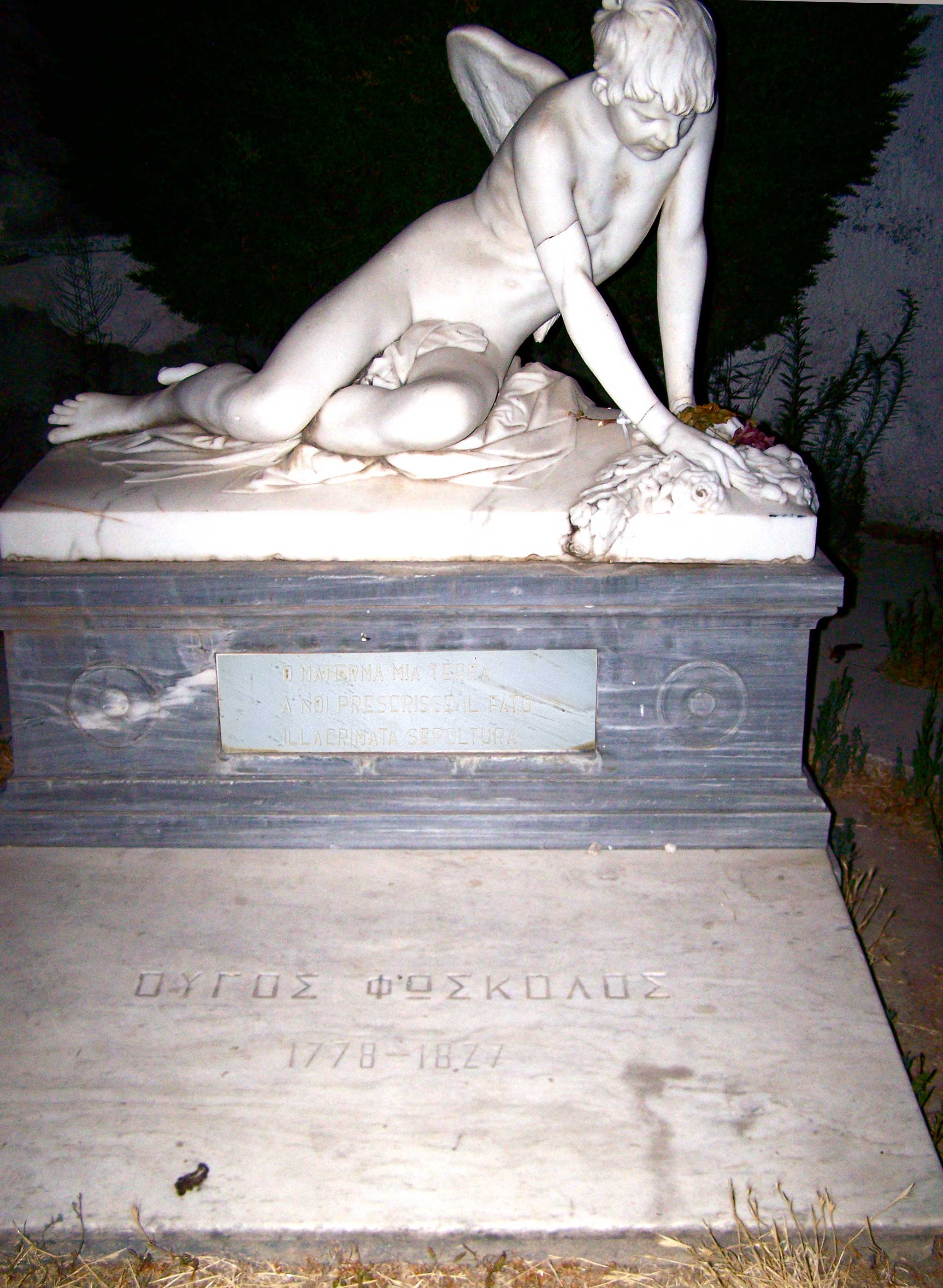
Lapide con epitaffio di Ugo Foscolo a Zante (Grecia)

### Origini familiari
(Ugo Foscolo, Le Grazie, Inno I, vv. 108-111)
Foscolo nacque a Zante (nota anche come Zacinto, cui dedicherà uno dei suoi più celebri sonetti), isola dell'arcipelago ionio da diversi secoli possedimento della Repubblica di Venezia, il 6 febbraio 1778, figlio di Andrea Foscolo (Corfù, 1754 - Spalato, 13 ottobre 1788), medico di vascello di origini veneziane, e della greca Diamantina Spathis (o Spathys; settembre 1747 - 28 aprile 1817), che si erano sposati a Zante il 5 maggio 1777 secondo il rito cattolico. Era il primogenito di quattro fratelli; lo seguirono la sorella Rubina (dal nome della nonna materna; 21 dicembre 1779 - 1867) e i due fratelli morti suicidi Gian Dionisio (detto Giovanni o Giovanni Dionigi; Zante, 27 febbraio 1781 - Venezia, 8 dicembre 1801) e Costantino Angelo (detto Giulio; Spalato, 7 dicembre 1787 - Ungheria 1838).
Venne chiamato Niccolò come il nonno paterno - anch'egli medico -, ma preferì lui stesso soprannominarsi Ugo sin dalla giovinezza. Pare che questo fosse il nome del leggendario capostipite della sua famiglia, membro della gens Aurelia, trasferitosi da Roma nella laguna Veneta, al tempo delle invasioni barbariche, per fondare Rialto; in realtà non è certo se i Foscolo discendessero, come dichiaravano, da un ramo decaduto dell'omonima casata di sangue patrizio. Altri affermano che il nome fu un omaggio a Ugo di Basseville, diplomatico e rivoluzionario francese assassinato dalla folla a Roma nel 1793 per il suo ostentato anticlericalismo e ammirato da Foscolo assieme a Napoleone durante il periodo "giacobino" italiano (1796-1799).
Certamente la famiglia era tutt'altro che benestante: il padre era un modesto medico (peraltro portato alla prodigalità), mentre la madre, pur essendo vedova in prime nozze del nobiluomo Giovanni Aquila Serra, era figlia di un sarto zantioto. Trascorse l'infanzia in una casetta che sorgeva di fronte alla chiesa della Beata Vergine Odigitria (dal greco bizantino Οδηγήτρια, "che conduce mostrando la via") e che andò distrutta a causa di un terremoto nel 1953.
Foscolo ricorderà sempre la città dove era nato e più volte canterà la sua isola natale. Egli scriveva il 29 settembre del 1808 al cugino prussiano Jakob Salomon Bartholdy:
(Ugo Foscolo, Epistolario, lettera del 29 settembre 1808)

### Anni di formazione a Zante (1778-1792)

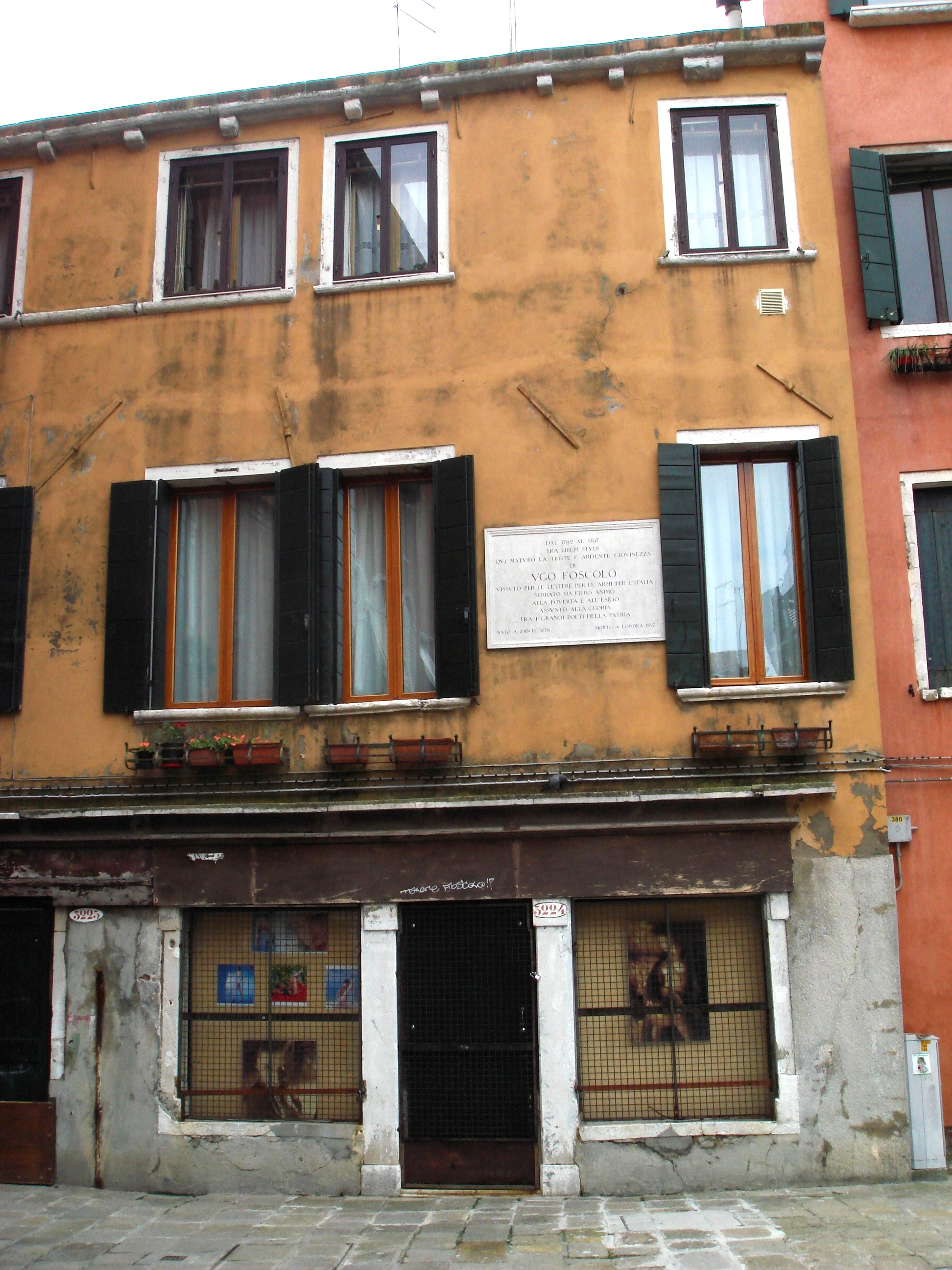
La casa veneziana di Foscolo

Trascorse parte della sua fanciullezza in Dalmazia, essendosi trasferito nel 1785 con la famiglia a Spalato, dove Andrea si era spostato l'anno precedente per prendere il posto di priore e chirurgo nel locale ospedale militare, in sostituzione del defunto padre Niccolò; presso il seminario arcivescovile di quella città compì come esterno i suoi primi studi, seguito da monsignor Francesco Gianuizzi fino a quando la morte improvvisa del padre, avvenuta il 13 ottobre 1788, lo costrinse a ritornare a Zante, dove continuò la scuola e apprese i primi elementi del greco antico, dimostrandosi però allievo ribelle alla disciplina e non troppo propenso allo studio.
Il carattere passionale e avverso alle ingiustizie di Foscolo si ravvisava già in un episodio degli anni di Zante: la popolazione voleva un giorno dare l'assalto al ghetto ebraico della piccola città, ricercando negli ebrei un capro espiatorio, come spesso accadeva. Foscolo riuscì però a impedire l'assalto: mentre le porte stavano per cedere, il giovanissimo Ugo balzò sul muro di cinta e gridò alla folla: "Vigliacchi, indietro, vigliacchi!". La folla ne rimase impressionata e si disperse, rinunciando al proposito.

### Il trasferimento a Venezia (1789)

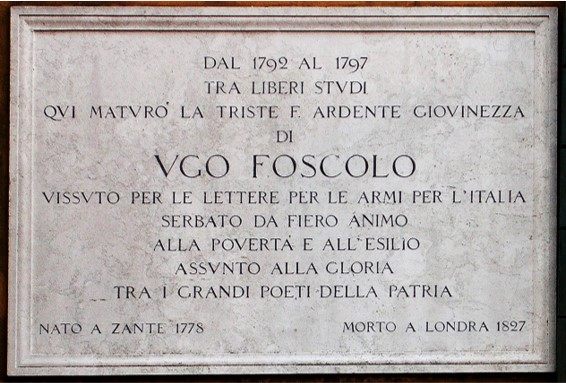
Particolare della lapide

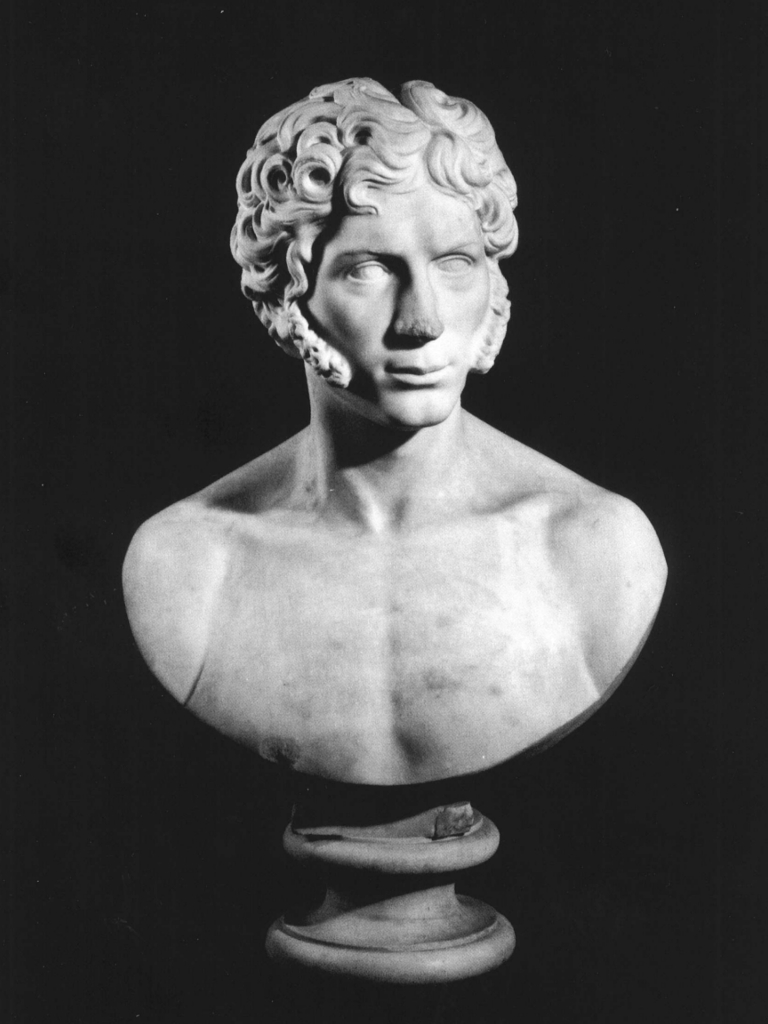
Busto di Ugo Foscolo, opera del 1861 di Marco Pasato. Il busto fa parte del Panteon Veneto, conservato presso Palazzo Loredan

Nei primi mesi del 1789 la madre si trasferì a Venezia; Ugo e Giovanni rimasero a Zante, Giovanni presso la nonna materna Rubina e Ugo presso una zia materna, mentre Costantino e Rubina soggiornarono assieme ad altre due zie paterne a Corfù. Nel 1792, accompagnato dal Provveditore dell'isola, Paolo Paruta, poté raggiungere la madre e i fratelli a Venezia e stabilirsi con loro nella piccola casa in Campo de le gate, nel sestiere Castello.

### I primi versi e il contatto con la società poetica (1792-1795)
Tra il 1793 e il 1797 frequentò la scuola di San Cipriano a Murano dove Gasparo Gozzi era stato provveditore, ed ebbe modo di seguire le lezioni del latinista Ubaldo Bregolini, del grecista Giambattista Galliccioli e dell'abate Angelo Dalmistro, che assecondarono le aspirazioni letterarie del giovane. In seguito proseguì gli studi presso le pubbliche scuole degli ex-Gesuiti.
La linea dei suoi studi fu all'inizio tradizionale, con la lettura dei classici e gli esercizi di traduzione, soprattutto da Saffo, Anacreonte, Alceo e Orazio; passò poi a più ampie letture, tra le quali quelle degli autori del Settecento e numerose altre, aiutato nella scelta e nella guida dal bibliotecario Jacopo Morelli, che lavorava alla Marciana, frequentata assiduamente dal Foscolo, che pare vi studiasse dieci ore al giorno.
La passione per la letteratura fu convinta e precoce. Il 29 ottobre del 1794 inviava una lettera all'amico bresciano Gaetano Fornasini, allegandogli «due odi ed un sonettuccio» ora perduti, e ringraziando per le correzioni suggerite in merito ad alcune «canzonette» che Foscolo gli aveva fatto leggere in precedenza. Sollecitava inoltre di non esitare «a criticar le mie cose, mentre io accetto come altrettanti regali le giudiziose correzioni che mi si fanno».
Nel 1794 trascrisse una quarantina dei suoi componimenti poetici, in parte originali e in parte frutto di traduzioni, che risentivano degli influssi arcadici soprattutto nel metro e nel linguaggio, e che inviò al cugino Costantino Naranzi. Nel frattempo venne ospitato, come autore di versi, nell'«Anno poetico» dal classicista gozziano, il già ricordato abate Angelo Dalmistro, che era un appassionato della letteratura inglese.
Introdotto dal bibliotecario Morelli nei salotti delle nobildonne veneziane, quello della dotta Giustina Renier Michiel e della sua rivale, la bella Isabella Teotochi Albrizzi (prima grande passione amorosa del poeta, di cui parla nel Sesto tomo dell'io), conobbe Ippolito Pindemonte e altri poeti di successo come Aurelio de' Giorgi Bertola. Da una descrizione del Foscolo, offerta dalla Albrizzi, emergono diverse caratteristiche del poeta: "Libertà, independenza sono gl'idoli dell'anima sua. Si strapperebbe il cuore dal petto, se liberissimi non gli paressero i moti tutti del suo cuore". Non mancò, però, chi in Foscolo non vedeva niente di speciale; da Pietro Giordani venne definito "pessimo di cuore, mediocre assai d'ingegno" in una lettera del 1831.
Così lo ricordava invece il letterato Mario Pieri: "Rossi capelli e ricciuti, ampia fronte, occhi piccoli e affossati ma scintillanti… parlare slinguato ma pieno di fuoco" e ancora: "aggirarsi per le vie e per i caffè, vestito di un logoro soprabito verde, ma pieno di ardire, vantando la sua povertà infino a chi non curavasi di saperla, e pur festeggiato da donne segnalate per nobiltà e avvenenza e dalle maschere più graziose e da tutta la gente".
Immerso nella temperie culturale veneziana dell'epoca, fervente e cosmopolita, Foscolo ebbe modo di frequentare anche altri salotti e ritrovi letterari della città, dove si dibatteva intorno alla Rivoluzione francese, che oltralpe conosceva proprio allora alcune delle sue fasi culminanti.

### L'esordio teatrale e ilPiano diStudj(1795-1797)

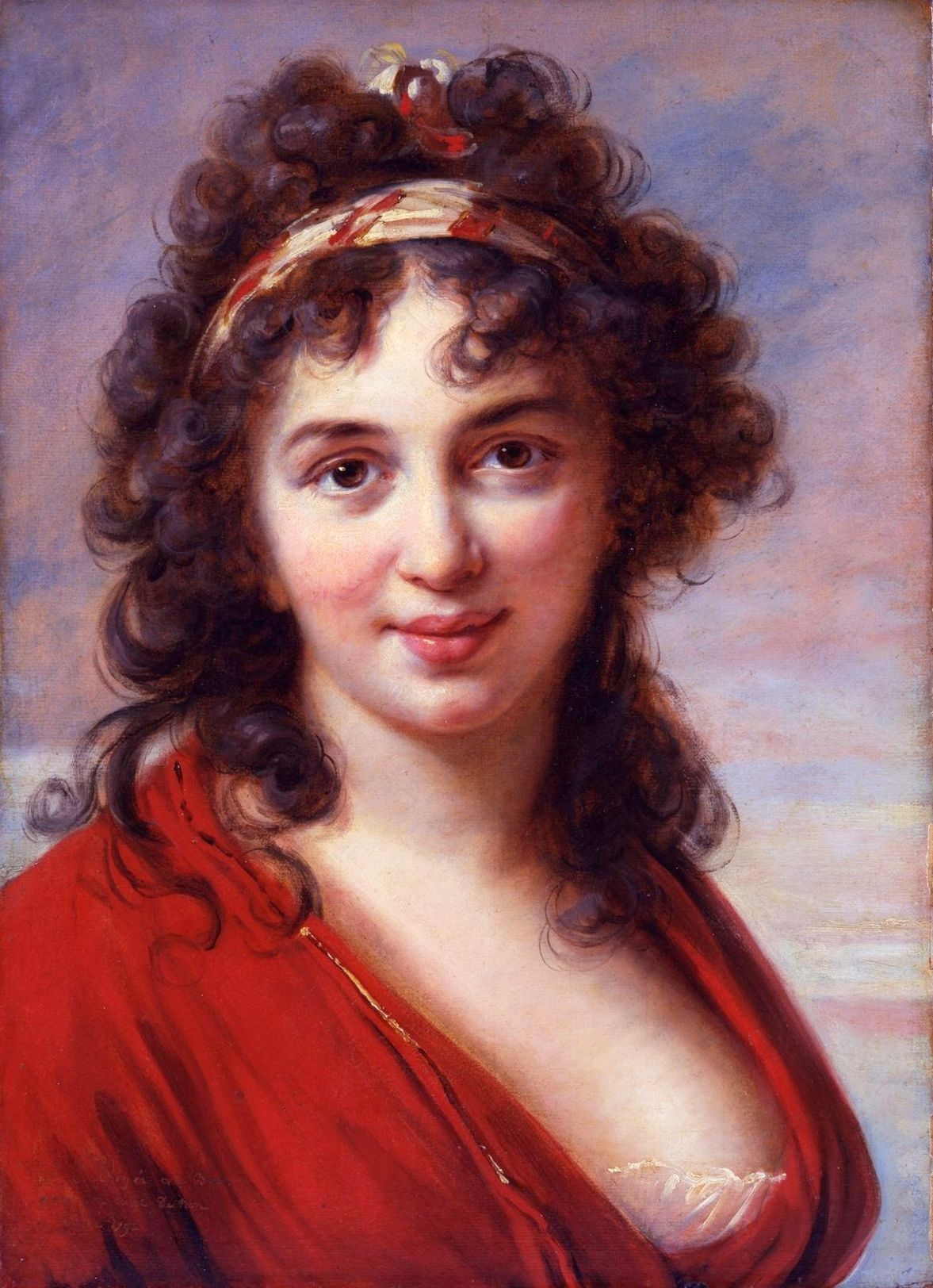
Isabella Teotochi Albrizzi in un dipinto di Elisabeth Vigée Le Brun

Importanti furono anche i contatti con il gruppo degli amici bresciani, aperti alle influenze francesi e rivoluzionarie, e con Melchiorre Cesarotti, traduttore dei Canti di Ossian, per il quale Foscolo cominciò a nutrire una notevole ammirazione, giungendo a intessere rapporti con i letterati che vedevano in lui il loro modello e padre spirituale e contattandolo personalmente con una missiva del 28 settembre 1795. Il 30 ottobre del 1795 inviò per un parere al Cesarotti, docente presso lo Studio padovano, il manoscritto della tragedia Tieste, di carattere alfieriano e viva di fervori giacobini (rappresentata poi con un certo successo al Teatro Sant'Angelo di Venezia, il 4 gennaio 1797).
Foscolo vide subito in Vittorio Alfieri un modello da seguire; egli trasse il suo stile giovanile proprio da lui, e lo decantò in molte opere. Foscolo inviò il testo del Tieste, con la dedica, alla residenza fiorentina del poeta astigiano. Foscolo preferì non visitare personalmente l'Alfieri, rispettando la sua estrema riservatezza degli ultimi anni, a quanto afferma nell'epistolario e nell'Ortis; pare però che quest'ultimo, anche se non rispose alla lettera del Foscolo, avesse elogiato con alcuni conoscenti lo stile della tragedia, prevedendo il grande avvenire letterario dell'allora giovane ufficiale napoleonico (nonostante l'iniziale disparità di vedute su Napoleone, anche Foscolo poi converrà con Alfieri in un giudizio negativo del generale francese, chiamandolo "tiranno") e futuro primo vero poeta-vate dell'Italia risorgimentale. In particolare, avrebbe affermato che quel giovane l'avrebbe superato in quanto a gloria letteraria.

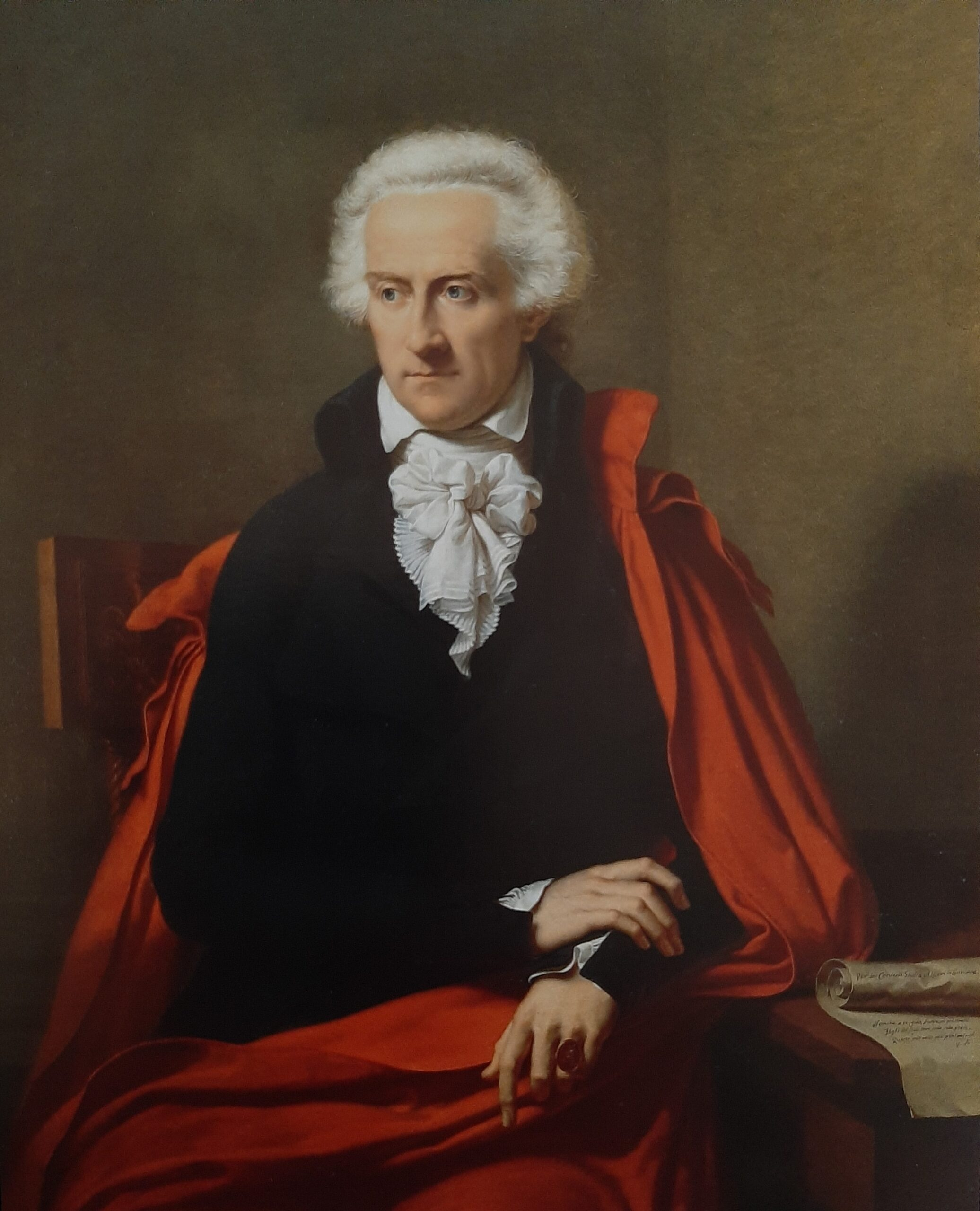
Vittorio Alfieri

Al medesimo periodo compositivo del Tieste - se non anche a un'epoca precedente - la critica riconduce ormai quasi all'unanimità la stesura di un'altra tragedia, Edippo, rimasta sconosciuta per un secolo e mezzo dopo la morte di Foscolo, finché Mario Scotti ne ritrovò il manoscritto nel 1978, tra le "carte Pellico" presso l'archivio romano della Civiltà Cattolica. L'attribuzione al giovane Foscolo, proposta da Scotti, è stata avallata da molti dei maggiori esegeti foscoliani; Scotti e gli altri studiosi hanno riconosciuto nella tragedia l'«Edipo, recitabile ma da non istamparsi», del sotto citato Piano di Studj, escludendo potesse invece trattarsi del completamento dell'Edipo abbozzato in prosa molti anni più tardi a Firenze.
Il testo ci è giunto completo in cinque atti; sebbene impostato sull'impianto narrativo dell'Edipo a Colono sofocleo, si distanzia significativamente dal modello e presenta numerosi calchi dal Polinice e dall'Antigone alfieriani, oltre che dalla Tebaide di Stazio tradotta da Cornelio Bentivoglio, ma dimostra al contempo nell'autore - celato dietro l'improbabile pseudonimo di Wigberto Rivalta - una Weltanschauung e delle modalità espressive del tutto personali.
Risale al 1796 un documento della prima formazione letteraria di Foscolo, un ambizioso Piano di Studj verosimilmente scritto a Chioggia, quando nel settembre 1796 fu ospite di Tommaso Olivi, fratello dell'amico naturalista e poeta Giuseppe Olivi ricordato da Foscolo nelle sue opere maggiori (morto l'anno prima, da poco gli era stata eretta in duomo una lapide commemorativa). Il Piano comprende parti riservate a "Morale, Politica, Metafisica, Teologia, Storia, Poesia, Romanzi, Critica, Arti", dove il giovane registrava le letture, i primi scritti, gli abbozzi delle opere da scrivere. Gli autori che vi compaiono sono, tra i tanti, Cicerone, Montesquieu, Rousseau, Locke, Tucidide, Senofonte, Sallustio e i grandi storici romani. Completa il quadro il riferimento alle Sacre Scritture. Tra gli epici figura Omero, cui tengono dietro Virgilio, Dante, Tasso e Milton. Sono menzionati anche autori contemporanei del Foscolo, tra cui gli inglesi Gray e Young, espressione di una poesia sepolcrale che influenzò sin dall'inizio il poeta, Shakespeare, lo svizzero Gessner e gli italiani Alfieri e Parini. Nel Piano di Studj si trova l'accenno a un romanzo, Laura, lettere, che la critica ha tradizionalmente riconosciuto come prima idea del romanzo epistolare, concretizzatasi con il tempo nell'Ortis.
Il Piano indica inoltre l'intenzione di raccogliere «in un solo libretto con il motto Vitam impenděre vero [...] dodici Odi del conio dell'autore». Il motto latino, da tradursi «sacrificare la vita per la verità», era un chiaro omaggio agli ideali rivoluzionari, dato che riprendeva le parole usate in esergo da Marat nel celebre giornale L'ami du peuple, nonché uno degli epitaffi sulla tomba originaria di Jean-Jacques Rousseau. L'ammissione del poeta, secondo cui i testi necessitavano ancora di un lungo labor limae, e la severità della censura veneziana ne impedirono la pubblicazione, ma alcune odi ci sono state tramandate, rivelando il carattere di un'opera in cui si attinge largamente alle Sacre Scritture per comporre una denuncia etico-politica condizionata dagli eventi francesi e influenzata dal modello pariniano.

### Il soggiorno a Padova e l'esilio sui colli Euganei (1796-1797)

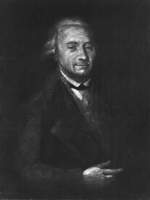
Melchiorre Cesarotti

Intanto, il giovane poeta mostrava segni di insofferenza verso la società veneziana e i suoi salotti, votati all'esteriorità e alle convenzioni, e lontani quindi dal suo spirito libero. Decise pertanto di effettuare un soggiorno a Padova, stimolato dai fermenti culturali della città come dal desiderio di conoscere Cesarotti e i suoi seguaci. Nel luglio del 1796 giunse quindi a Padova, dove incontrò il traduttore dell'Ossian.
Durante l'anno Foscolo scrisse alcuni articoli sul Mercurio d'Italia che destarono i sospetti del governo veneto; ai primi di settembre partì per un soggiorno sui colli Euganei. La tradizione critica ha pensato che tale spostamento fosse dovuto a una persecuzione politica nei suoi confronti o ancora a una necessità di riprendersi dopo una delusione amorosa; tuttavia sappiamo anche che in quei giorni Padova era funestata da un'epidemia di vaiolo e che le truppe francesi cominciavano inoltre a entrare in città. In mancanza di documenti storici e epistolari che dimostrino con certezza perché Foscolo scegliesse il trasferimento in campagna, sono due elementi da tenere ugualmente in considerazione.

### I rapporti con il mondo rivoluzionario veneziano (1797)
Dopo il successo del Tieste, Foscolo fece con ogni probabilità un secondo soggiorno a Padova in marzo; frequentò verosimilmente le lezioni di Cesarotti all'università, ma il rapporto con il padre spirituale andò progressivamente raffreddandosi, tanto che con il mese di marzo cessarono i contatti epistolari tra i due e l'uno si astenne addirittura dal nominare l'altro nelle proprie lettere per un periodo di quasi sei anni. Tra le altre cose, Foscolo aderiva con fervore crescente agli entusiasmi repubblicani, mentre Cesarotti assisteva con disillusione agli sconvolgimenti politici e sappiamo che in aprile viveva di fatto confinato in campagna.
In seguito, Foscolo fu prima a Venezia e poi a Bologna, dove prestò brevemente servizio come volontario tra i Cacciatori a cavallo della Repubblica Cispadana. Chiese quasi subito con successo di esserne dispensato a causa della salute precaria e di una ferita. Durante il breve periodo felsineo diede alle stampe l'ode A Bonaparte liberatore, molte copie della quale furono inviate dalla Giunta di Difesa bolognese alla Municipalità di Reggio Emilia, città cui Foscolo aveva dedicato la poesia, in quanto era stata la prima a innalzare il tricolore.
Foscolo tornò in laguna quando seppe che il 12 maggio a Venezia l'oligarchia dogale aveva ceduto alle pretese napoleoniche di costituire un «Provvisorio Rappresentativo Governo». Fu una lettera del patriota Almorò Fedrigo a informarlo; Foscolo la fece pubblicare il 16 maggio sul Monitore bolognese e nei medesimi giorni lasciò Bologna.
Il 16 maggio offriva con una lettera alla Municipalità di Reggio Emilia l'ode A Bonaparte liberatore, dicendo di correre verso Venezia «a spargere le prime lagrime libere». Annunciava inoltre di volere portare a compimento una «tragedia repubblicana», il Timocrate, e «una cantica lirica intitolata la Libertà italica», di cui l'ode «non era che un prodromo». In realtà né della tragedia né della Libertà italica è rimasta traccia; il Timocrate viene ancora nominato un'unica volta il 14 agosto 1798, quando Foscolo, rivolgendosi alla Società del Teatro patriottico di Milano, sostiene di lavorarci da mesi e promette, dopo averlo finito, di «assoggettarlo» alla Commissione della Società. Appena ritornato in laguna, il 23 maggio ricevette da Bologna la nomina a tenente onorario aggregato alla Legione Cispadana.
Tra il maggio e la fine dell'estate compose l'ode Ai novelli repubblicani, ricca di fervore libertario, dedicata al fratello «Gioan-Dionigi», che apparve prima in un opuscolo in cui, oltre alla poesia, figuravano «la dedica al fratello Gioan-Dionigi», «la lettera di Bruto a Cicerone tolta da Plutarco» e «i chiarimenti» di alcune strofe e, subito dopo, sull'Anno poetico del 1797, dove seguiva il sonetto A Venezia, scritto probabilmente nel 1796 e, a differenza dell'ode, prima della caduta della Serenissima.

#### L'impegno nella Società d'Istruzione Pubblica
A Venezia il poeta entrò nella Municipalità provvisoria e ricoprì il ruolo di «segretario verbalizzatore delle sedute della Società d'istruzione pubblica», posizione che mantenne dal 22 luglio al 29 novembre. Nella Società venne però accolto già il 19 giugno, quando vi venne letta una lettera in cui lo stesso Foscolo, quel giorno assente perché ancora alle prese con «una lunga convalescenza», dava sfogo a ferventi accenti patriottici, chiedendo di esservi ammesso. Il verbale della sessione ricorda che il giovane fu fatto socio «per acclamazione».

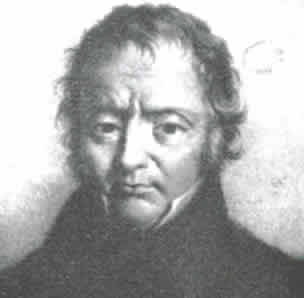
Carlo Lauberg

La Società d'Istruzione Pubblica era stata istituita il 27 maggio 1797 dalla Municipalità e, sebbene dovesse ufficialmente coadiuvare la politica democratica municipale, annoverò tra i suoi esponenti più significativi rivoluzionari radicali, come i napoletani Flaminio Massa e Carlo Lauberg. Il diplomatico Girolamo Politi affermò nel novembre di quell'anno che la Società era retta da affiliati della loggia massonica «Le colonne della Democrazia», animata da Lauberg, una società segreta attraverso la quale i francesi avevano accelerato il processo di democratizzazione delle città venete. Dietro la Società d'Istruzione - probabilmente una mera copertura - si articolava in effetti una rete di logge politiche improntata al modello giacobino. Secondo la testimonianza delegata dal municipalista moderato Giovanni Andrea Spada alle sue Memorie, la Società si proponeva di condurre la Municipalità verso posizioni radicali. Se le accuse di Spada erano forse espresse in toni eccessivi, non dovevano tuttavia essere molto lontane dal vero.
Non è dato sapere se Foscolo abbia aderito al sistema creato dal Lauberg, ma è accertato che il poeta di Zacinto fosse legato all'«ala più radicale dei patrioti veneziani», tra i quali figurava Vincenzo Dandolo, intimo amico cui Foscolo dovette la nomina a Segretario redattore della Municipalità. Nonostante l'incarico non avesse una particolare rilevanza politica, Foscolo fu chiamato varie volte a leggere i verbali dalla Tribuna e poté assistere alle riunioni della Municipalità e del suo Comitato segreto.

### La delusione e la partenza per Milano (1797-1798)
Tuttavia, il 17 ottobre di quel 1797 così esaltante per i patrioti democratici, fu firmato il Trattato di Campoformio con il quale Bonaparte cedeva Venezia (fino a quel momento libera repubblica, anche se ormai controllata de facto dai francesi), all'Austria asburgica. Il giovane Ugo, pieno di sdegno, si dimise dagli incarichi pubblici e partì in volontario esilio, recandosi prima a Firenze e poi a Milano. Lo sdegno per la ratifica del trattato emerge da una testimonianza coeva del politico austriaco Carl von Humburg, il quale scrive che, nel corso di una pubblica seduta veneziana (è quella dell'8 novembre alla Municipalità provvisoria, pochi giorni prima che il poeta lasciasse la città), Foscolo salì alla tribuna «per vomitare tutte le imprecazioni possibili contro il generale Bonaparte. Armato di un pugnale, facendo esclamazioni e contorsioni orribili, lo ha immerso con furore nel parapetto della tribuna, giurando di immergerlo allo stesso modo nel cuore del perfido Bonaparte». L'ostilità nei confronti di Napoleone influenzerà negli anni successivi la poesia foscoliana. Del tutto opposta la valutazione di Horatio Nelson, nemico di Bonaparte.
A Milano giunse a metà novembre, conobbe Parini e Monti, che difese qualche mese più tardi dalle accuse che gli si rivolgevano per la sua attività di poeta alla corte romana, innamorandosi inoltre della moglie di lui, Teresa Pikler, salvo poi dire di lui: "Questi è Monti poeta e cavaliero, gran traduttor dei traduttor d'Omero". Monti non da meno disse di Foscolo: "Questi è il rosso di pel, Foscolo detto, sì falso che falsò fino se stesso quando in Ugo cangiò ser Nicoletto".
Appena arrivato in città, «poverissimo ed esule», cercò di procurarsi un impiego che potesse provvedere al suo sostentamento. A questo proposito, forse su consiglio di Monti, scrisse immediatamente a Giovanni Costabili Containi, amico del poeta ferrarese e membro del Direttorio Cisalpino: «Amerei un posto fra gli scrittori nazionali, o fra i custodi della pubblica Biblioteca, ove potrei consacrare i miei giorni alla patria ed alla filosofia». I profughi veneziani, tuttavia, erano gli ultimi arrivati in un imponente flusso di persone che vide convergere verso la città meneghina cittadini della zona centro-settentrionale della penisola. Unendo a questo aspetto le intemperanze pubbliche con cui Foscolo aveva accolto il Trattato di Campoformio nei suoi ultimi giorni in laguna, si spiega l'infelice esito della richiesta.
Foscolo, intanto, entrò nel «Circolo costituzionale di Milano», ritrovo di patrioti e letterati (tra loro figuravano Giovanni Pindemonte e Giovanni Fantoni). Il giornale del «Circolo», filo-francese e filo-bonapartista, registrò gli interventi del Foscolo, i quali si concentrarono tra il 10 dicembre e il 24 gennaio. Il poeta prese ancora la parola il 14 febbraio, quando le sue energie erano ormai consacrate a un nuovo periodico. A partire da fine gennaio collaborò infatti con il piacentino Melchiorre Gioia per qualche mese al Monitore Italiano, assumendone inoltre la direzione. Il foglio, battagliero, rivendicava per la Repubblica Cisalpina l'indipendenza dal governo parigino e si mostrò ostile nei confronti del patto di alleanza con la Francia - benché le posizioni espresse dalle sue colonne, fattesi via via più esplicite, non avessero la stessa violenza che Pietro Custodi (anch'egli collaboratore del giornale) o il Gioia delegarono a opere scritte in prima persona -, finché il Direttorio lo soppresse nell'aprile 1798.

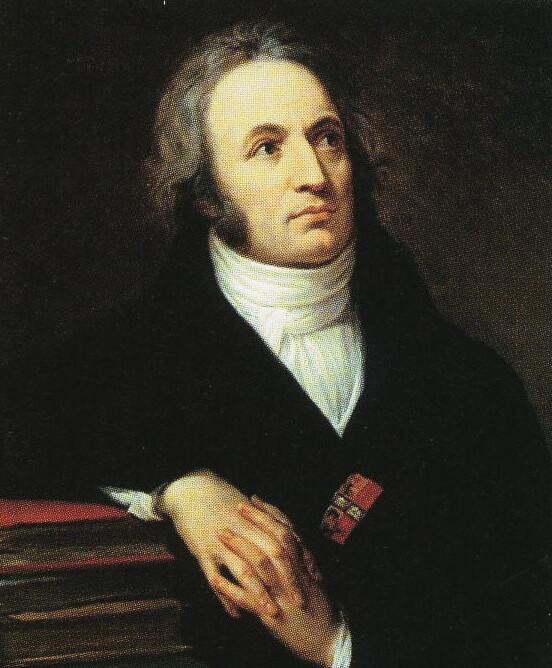
Vincenzo Monti

Nel mese di maggio del 1798 il Gioia pubblicava un Quadro politico di Milano in cui si denunciava la corruzione dei governanti. Seguì un botta e risposta con Giuseppe Lattanzi (membro del corpo legislativo del Direttorio Cisalpino), finché Foscolo intervenne il 25 luglio in difesa di Gioia sul modenese Giornale Repubblicano di Pubblica Istruzione, dove cinque giorni prima si era invocata per il piacentino la condanna a morte, sulla base della legge sugli allarmisti del 18 febbraio. Foscolo, rispondendo all'articolo anonimo del 20 luglio, sosteneva la necessità di sorvegliare le autorità affinché rispettassero sempre la legge, sicché Gioia si era comportato come un «figlio, che avvisa il padre d'una imminente malattia». L'estensore dell'articolo del 20 luglio, ora palesandosi per il cappuccino Antonio Grandi, replicò con veemenza il 9 agosto, ma il foglio modenese si schierò infine dalla parte di Foscolo (24 agosto), il cui scritto era intanto apparso il 18 agosto sul Giornale senza titolo di Milano.
L'infuocato clima meneghino valse più volte, nel 1798, accuse esplicite nei confronti di Vincenzo Monti. Questi, da poco giunto in città e considerato "troppo moderato", veniva preso di mira dai patrioti più accesi, in particolare dal Lattanzi e da Francesco Gianni, celebre poeta improvvisatore che andava abbozzando un monumentale poema epico su Napoleone. Se due articoli foscoliani apparsi il 15 e 19 marzo sul Monitore, proponendo una recensione sostanzialmente positiva del Bonaparte in Italia del Gianni e del suo autore, parrebbero alimentare la polemica nei confronti del Monti, un terzo articolo, del 23 marzo, ribalta il giudizio nei confronti del poema. In agosto, quando il poeta della Bassvilliana si trovava nuovamente sotto attacco, Foscolo pubblicò presso gli stampatori milanesi Pirotta e Maspero un Esame su le accuse contro Vincenzo Monti, prendendo le sue difese, lodando il suo amore per la libertà e condividendo la sua condanna del Terrore rivoluzionario, presto «presentato alla esecrazione dei secoli» dagli stessi scrittori francesi.

### Il trasferimento a Bologna (1798-1799)
Senza lavoro e infelice per il travagliato amore per Teresa Pikler Monti, nel settembre del 1798 il poeta si trasferì a Bologna dove iniziò la sua collaborazione a Il Genio democratico, fondato assieme al fratello Giovanni e poi riassorbito dal Monitore bolognese. Fu per un breve periodo aiutante del cancelliere per le lettere del Tribunale.
Dalle colonne del Genio democratico emerge nuovamente l'immagine del Foscolo vate: scrisse per il giornale una serie di Istruzioni popolari politico-morali in cui, attraverso il richiamo all'esempio delle antiche democrazie di Grecia e di Roma, tentava di coinvolgere nell'esperienza patriottica i ceti popolari, che la linea sempre più accentratrice e autoritaria del governo cisalpino estrometteva progressivamente dalla politica attiva. Foscolo esprimeva la necessità di una più equa distribuzione delle ricchezze, perché «il diritto di proprietà in fatto non ha per origine che la provvidenza della natura, che autorizza ognuno a prevalersi de' suoi doni, e non ha per vero motivo che la sussistenza dell'uomo», sicché non è accettabile che «un picciol numero di possidenti» nuoti «nell'opulenza», tradendo il patto sociale che è condizione imprescindibile per la sopravvivenza della Repubblica e della democrazia.
Il concetto foscoliano di genio emergerà ancora e coerentemente nella Edinburgh Review (vol. XXX, p. 321): «(...) le reminescenze dei grandi geni sono scintille che producono una potente fiamma.... il risultato sta nel provare che molta della originalità di uno scrittore sta nel raggiungere le sue mete sublimi con gli stessi mezzi che altri hanno impiegato per roba di nessuna importanza».
Iniziò le stampe, fino alla lettera XLV, del romanzo epistolare Ultime lettere di Jacopo Ortis nel 1798 che però fu costretto a interrompere per l'occupazione di Bologna da parte degli austro-russi nell'aprile del 1799. Secondo una lunga e diffusa tradizione critica, la pubblicazione dell'opera fu possibile grazie all'intervento del bolognese Angelo Sassoli, il quale avrebbe agito per conto dell'editore Jacopo Marsigli e all'insaputa dell'autore, completando di suo pugno il romanzo, edito in due volumetti con il titolo Vera storia di due amanti infelici o sia Ultime lettere di Jacopo Ortis. Si scatenò di fatto l'ira di Foscolo, che impose all'editore di fare comparire una nota sulla "Gazzetta di Firenze" e, pochi mesi dopo, sul "Monitore Bolognese" in cui si diceva che alle lettere foscoliane erano stati aggiunti i vigliacchi interventi di un altro autore. Tuttavia, successivi studi critici hanno mostrato che la paternità dell'edizione spetta fondamentalmente, se non esclusivamente, a Foscolo.
Come il protagonista Jacopo Ortis (il nome deriva dalla fusione di Jean-Jacques Rousseau e di Girolamo Ortis, un giovane studente friulano suicidatosi a Padova nel 1796), che si tolse la vita con un colpo di pugnale (come farà Giovanni Foscolo), anche Ugo tentò il suicidio in questo periodo - ingerendo dell'oppio - a causa della passione infelice per la Pikler, secondo quanto narrato da lei stessa.

### L'arruolamento nella Guardia Nazionale (1799-1801)
Foscolo nel frattempo si arruolò nella Guardia Nazionale della Repubblica Cisalpina e combatté con le truppe francesi (quelle che si sarebbero poi chiamate Grande Armata) fino alla battaglia di Marengo. Ferito a una gamba nella battaglia di Cento, venne arrestato dagli austriaci durante la fuga e liberato a Modena dalle truppe di MacDonald, partecipando in seguito alla battaglia della Trebbia e ad altri scontri.
Partecipò alla difesa di Genova assediata (pur non vedendo di buon occhio la guerra) dove venne ferito nei pressi di Forte Diamante.

Jacques-Louis David, Napoleone attraversa le Alpi

Fu un periodo di intensa attività anche sul piano letterario; dando seguito al radicalismo politico mostrato negli anni precedenti a livello giornalistico e civile, Foscolo redasse, tra il luglio e l'agosto del 1799, il Discorso su la Italia, un testo che esprime chiaramente le speranze dei "patrioti" italiani, i quali, alleati dei neogiacobini d'oltralpe, chiedevano la dichiarazione della "Patria in pericolo" in Francia (respinta il 14 settembre dal Consiglio dei Cinquecento). Sognavano infatti che la caduta del Direttorio e l'instaurazione dello stato di emergenza potessero favorire la nascita di una repubblica italiana indipendente. Il Discorso fu pubblicato in ottobre, dedicato al generale neogiacobino Championnet, quando però le illusioni di Foscolo erano cadute e il colpo di Stato bonapartista era imminente.
Il 26 novembre ripubblicò a Genova l'ode A Bonaparte liberatore aggiungendovi una premessa nella quale esortava Napoleone a non diventare un tiranno, e modificando l'ottava strofa, per affermare con chiara coscienza l'idea dell'unità d'Italia erede di Roma antica.
Dopo Marengo (la battaglia è del 14 giugno 1800) Foscolo continuò a impegnarsi in operazioni militari; appena tornato a Milano rientrò volontariamente nello Stato maggiore, dove fu nominato capitano aggiunto. Agli ordini del generale Pino, combatté contro gli insorgenti romagnoli, aiutati dal generale austriaco Sommariva, contribuendo alla rioccupazione francese. Le popolazioni furono sottoposte a pesanti contribuzioni e requisizioni, e il giornale milanese Notizie politiche ne ritenne responsabile Pino. Foscolo allora intervenne in sua difesa sul Monitore bolognese, che il 7 ottobre pubblicò un suo rapporto, mutilandolo dell'ultimo capoverso - in cui si auspica la nascita di un esercito nazionale -, aggiunto in un supplemento al medesimo numero dopo le proteste dell'autore.
Tra l'estate e l'autunno del 1800 compose l'ode A Luigia Pallavicini caduta da cavallo, dedicata a una nobildonna genovese rimasta ferita al volto dopo una caduta da cavallo sulla scogliera di Sestri Ponente. 
Dopo la vittoria napoleonica ricevette numerosi incarichi militari, che lo condussero in varie città italiane, tra le quali Firenze dove si innamorò di Isabella Roncioni, già promessa sposa, che contribuirà a ispirargli, con Teresa Pikler, il personaggio di Teresa nell'Ortis.
Nel 1801 Foscolo si recò nuovamente a Milano dove accolse, nel mese di giugno, il fratello più giovane, Giulio, che gli era stato affidato dalla madre e lo avviò alla carriera militare (Giulio finirà suicida in Ungheria nel 1838). Il 23 luglio, dopo essersi più volte lamentato perché non riceveva regolarmente la paga militare, inviò al Ministro una lettera nella quale presentava le dimissioni, che però non furono accolte. In compenso ottenne la paga di capitano aggiunto, passando in tal modo nel 1802 al servizio della Repubblica Italiana, e dal 1805, dopo la proclamazione di Napoleone a imperatore nel 1804, del Regno d'Italia, con l'incarico di compilare una parte del Codice militare.

### L'intensa attività letteraria (1801-1804)
(Ugo Foscolo, A Zacinto, vv. 13-14)
Gli anni tra il 1801 e il 1804 furono anni di intensa attività letteraria ma anche di grande dolore per la morte del fratello Giovanni, che si era ucciso a Venezia l'8 dicembre 1801 con un colpo di pugnale (sotto gli occhi della madre, come fu detto in seguito, ma senza prove) per sottrarsi al disonore di non potere pagare una grossa somma persa al gioco e che un sottoispettore aveva sottratto per lui alla cassa di guerra.

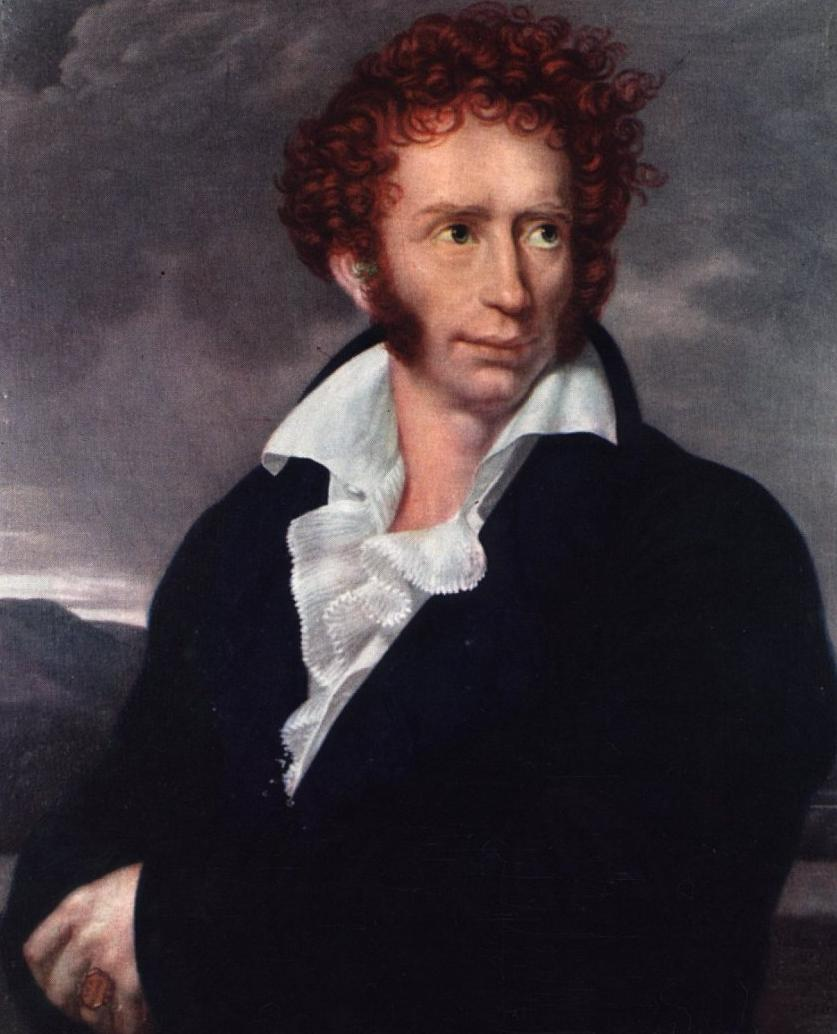
Ugo Foscolo, seconda versione del ritratto di Fabre

Solcata ho fronte, occhi incavati intenti;

Crin fulvo, emunte guance, ardito aspetto;

Labbro tumido acceso, e tersi denti

Capo chino, bel collo, e largo petto;

Giuste membra, vestir semplice eletto;

Ratti i passi, i pensier, gli atti, gli accenti,

Sobrio, umano, leal, prodigo, schietto;

Avverso al mondo, avversi a me gli eventi.

Talor di lingua, e spesso di man prode;

Mesto i più giorni e solo, ognor pensoso,

Pronto, iracondo, inquieto, tenace:

Di vizi ricco e di virtù, do lode

Alla ragion, ma corro ove al cor piace:

Morte sol mi darà fama e riposo.
Nel 1802 pubblicò l'Orazione a Bonaparte in occasione dei Comizi di Lione e una raccolta di liriche che comprendeva otto sonetti e l'ode A Luigia Pallavicini caduta da cavallo. Non si conosce la data di composizione degli otto sonetti, ma va collocata tra il 1798 e il 1802. Tra questi figura Te nudrice alle muse, ospite e Dea (l'unico ad avere nella raccolta un titolo, Per la sentenza capitale proposta nel Gran Consiglio Cisalpino contro la lingua latina), ispirato dalla proposta fatta al Gran Consiglio dal cittadino Giuseppe Lattanzi perché sostituissero nelle scuole l'insegnamento del Latino con quello del Francese. La poesia potrebbe essere del 1798, dal momento che la proposta risale a quell'anno, e fu poi respinta in estate. In merito allo stile dei Sonetti, Giosuè Carducci scrive "Come aveva chiuso la poetica adolescenza con l'imitazione della tragedia alfieriana nel Tieste e delle canzoni alfieriane nell'ode al Bonaparte, cosi Ugo cominciò alfiereggiando anche nei sonetti".
Tra il 1801 e il 1802 rielaborò e portò a termine l'Ortis, pubblicato presso il Genio Tipografico a Milano. Nello stesso 1802 compose l'ode All'amica risanata per Antonietta Fagnani Arese, suo nuovo ardente amore; nel 1803 diede alle stampe nella loro versione definitiva i sonetti con l'aggiunta dei quattro più famosi (Alla sera, A Zacinto, In morte del fratello Giovanni, Alla Musa, i quali tuttavia ricevettero un titolo, al pari degli altri otto sonetti, solo nel 1848, in un'edizione curata da Francesco Silvio Orlandini per Le Monnier) e l'ode All'amica risanata e A Luigia Pallavicini caduta da cavallo. L'edizione dell'aprile 1803, apparsa a Milano presso Destefanis con il titolo Poesie di Ugo Foscolo - e dedicata dall'autore al poeta e futuro tragediografo Giovanni Battista Niccolini - non comprendeva ancora il sonetto per la morte del fratello, pubblicato nel mese di agosto per i tipi dell'editore milanese Agnello Nobile insieme agli altri tredici testi.
Risale allo stesso anno la traduzione - in endecasillabi sciolti - e la pubblicazione della Chioma di Berenice di Catullo (a sua volta traduzione latina da Callimaco) con l'aggiunta di un inno alle Grazie, prima nucleo del poemetto futuro, che attribuisce al poeta alessandrino Fanocle, accompagnata da quattordici Considerazioni e quattro Discorsi che racchiudono i lineamenti principali della sua poetica neoclassica, ispirata alle idee del Winckelmann. L'opera uscì nel mese di novembre a Milano con l'editore Genio Tipografico, e fu dedicata al Niccolini.

### Gli anni in Francia (1804-1806)
Pubblicato il lavoro callimacheo, Foscolo scrisse il 25 novembre 1803 a Francesco Melzi d'Eril, vicepresidente della Repubblica Italiana: «È tempo che un giovine di venticinque anni abbandoni l'ozio letterario», e chiese di rientrare nell'esercito napoleonico in qualità di «capo-battaglione soprannumerario del Battaglione della Guardia che si avvia per la Francia». Si trattava di unirsi alla programmata invasione dell'Inghilterra, che Napoleone non avrebbe poi messo in atto. La divisione italiana, pronta a partire per la Francia, era comandata dal generale Domenico Pino, presso il quale Foscolo aveva già servito, difendendolo inoltre pubblicamente sul Monitore Italiano dopo la battaglia di Marengo. Foscolo non era tuttavia benvoluto da Gioacchino Murat, vistosi preso di mira nell'Orazione a Bonaparte pel Congresso di Lione (1802), sicché fu arruolato solo nel giugno successivo e solo come capitano di fanteria aggiunto, assegnato al Comando dei depositi di Valenciennes, dove i francesi erano di stanza.
Dopo un breve passaggio per Parigi, dove Ferdinando Marescalchi, ministro per le Relazioni Estere della Repubblica Italiana, lo dice presente il 10 luglio 1804, giunse a Valenciennes. In Francia e nella Francia del nord visse fino al 1806; dovette dedicarsi agli approvvigionamenti, cosa che lo esentò dai combattimenti; fu messo anche a guardia di un gruppo di profughi inglesi, guardati con sospetto da Napoleone. A Valenciennes conobbe una giovane inglese (da cui andò per apprendere la lingua in vista dell'invasione dell'isola, poi mai attuata) Lady Fanny Emerytt Hamilton, da lui chiamata anche Sophia, dalla quale ebbe una figlia nel 1805, Mary, che egli chiamerà sempre Floriana, e di cui sarà ignaro per molto tempo; la rivedrà dopo molti anni in Inghilterra e sarà il conforto dei suoi ultimi anni. Qualche critico ha messo in dubbio la reale filiazione della giovane, asserendo che fosse figlia di Lord Hamilton, il marito di Fanny, e affidata a Foscolo come figlia adottiva dalla nonna materna Mary Walker Emerytt, dopo la morte dei genitori (d'altra parte ci sono state diverse ipotesi anche sul nome della nobildonna).
Nell'anno e mezzo francese Foscolo fu anche a Calais, Lilla e Boulogne-sur-Mer, dove i vari incarichi militari lo chiamavano. Il 20 marzo 1805 diventò «capo di battaglione delle truppe italiane».
Malgrado i continui spostamenti per motivi di servizio, Foscolo riuscì a continuare la sua attività letteraria con alcuni saggi di traduzione dall'Iliade, con l'epistola in versi sciolti al Monti, Se fra' pochi mortali a cui negli anni, e con la traduzione del Sentimental Journey di Sterne che l'avrebbe condotto alla stesura, nel 1812, dei sedici capitoletti scritti in una prosa ironico-allusiva della Notizia intorno a Didimo Chierico.
Il 15 gennaio 1806 chiedeva da Boulogne-sur-Mer al «Generale di Divisione Teulié» (cioè Pietro Teulié), «un permesso con intero trattamento per quattro mesi», per potere rivedere dopo un decennio la famiglia e per «interessi personali». Gli fu accordato, e Foscolo lasciò la Francia all'inizio della primavera dopo un nuovo passaggio per Parigi. In questa circostanza incontrò Alessandro Manzoni, che allora abitava nella capitale francese assieme alla madre Giulia Beccaria. Pur essendo di soli sette anni più giovane, Manzoni aveva iniziato da poco l'attività letteraria ispirandosi, tra gli altri, proprio a Foscolo (oltre che ad Alfieri, Parini, Monti e altri autori, italiani e stranieri), e aveva appena composto il carme In morte di Carlo Imbonati. Il futuro romanziere si mostrò freddo nei suoi confronti.

### Venezia, Brescia e l'Università di Pavia (1806-1809)

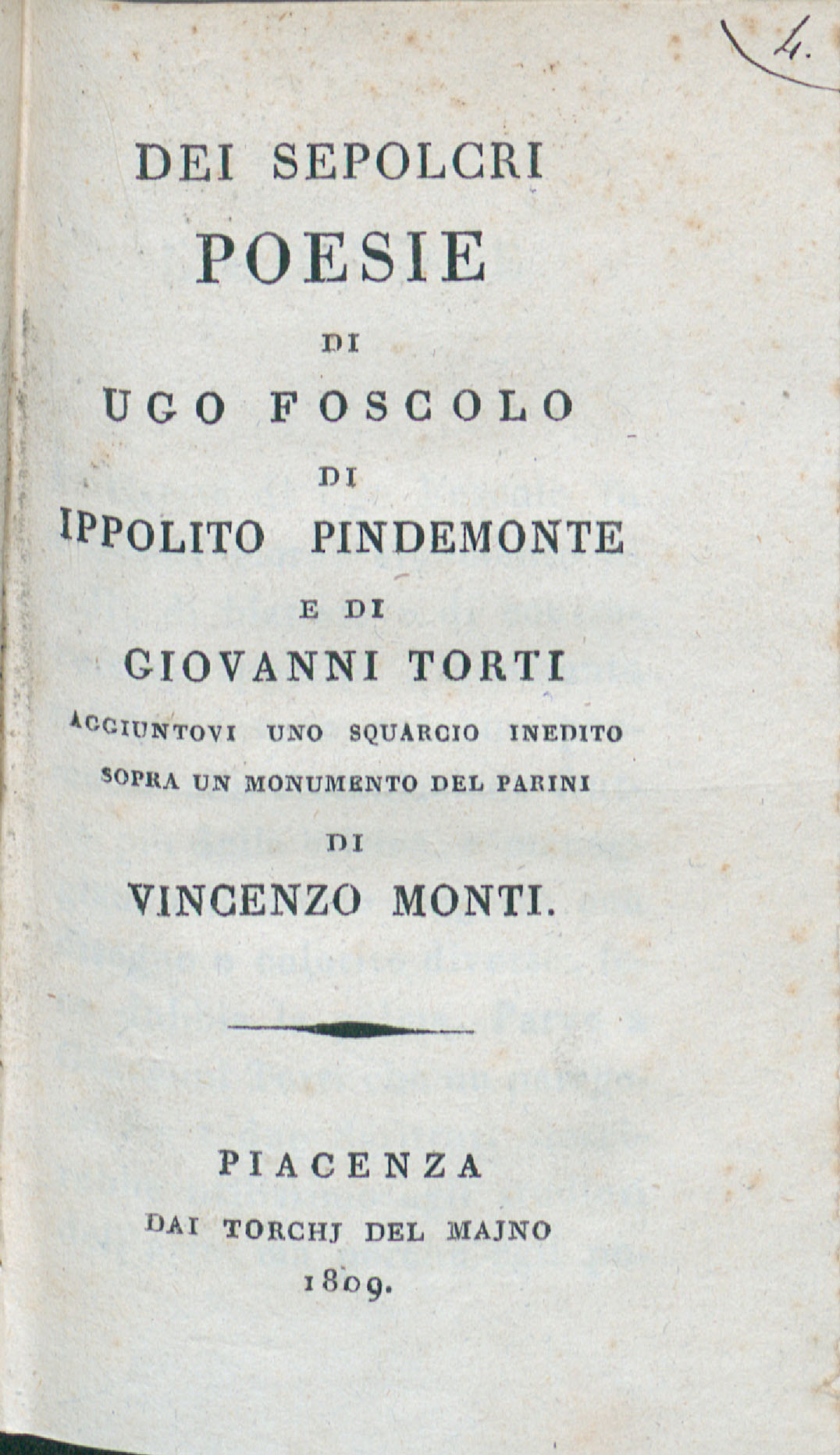
Frontespizio dei Sepolcri

Tra aprile e maggio del 1806 fu a Venezia, dove rivide i familiari dopo il lungo esilio, e poi, in giugno, ritrovò Isabella Teotochi Albrizzi, da cui fu ospitato nella sua villa, nella campagna attorno a Treviso. Sempre in giugno incontrò a Padova Cesarotti e a Verona Ippolito Pindemonte, dai colloqui con il quale nacque l'idea iniziale del carme Dei sepolcri. L'epistolario foscoliano testimonia che il poeta trascorse l'estate impegnato in missioni militari: fu a questo scopo in Valtellina, a Mantova e Verona, ancora in Valtellina e nel Bergamasco. Fu in varie occasioni anche a Milano, da dove il 6 settembre così scriveva all'amica Teotochi: «Quando Franceschinis mi consegnava la vostra lettera io partiva per le montagne ed i laghi; ritornato, stava sulle mosse per il Terraglio [dove la Teotochi soggiornava spesso nella villa appena fuori Treviso]; io aveva già una Epistola sui sepolcri da stamparsi lindamente – non bella forse; non elegante, ma ch'io vi avrei certamente recitata con tutto l'ardore dell'anima mia, e che voi, donna gentile, avreste ascoltata forse lagrimando».
Il carme Dei sepolcri fu scritto tra l'agosto del 1806 e l'aprile del 1807 e pubblicato in quell'anno a Brescia, presso l'editore Niccolò Bettoni. Nel periodo in cui Foscolo si accingeva a dare alle stampe l'opera era ospite della contessa Marzia Martinengo, sua amante, presso Palazzo Martinengo Cesaresco Novarino nel centro della città.
Iniziato in Massoneria il 25 maggio 1804 nella Loggia "Ermione" di Milano, tra il 1806 e il 1807 entrò nella Loggia Reale Amalia Augusta di Brescia, la stessa loggia di Vincenzo Monti.
Contestualmente ai Sepolcri, Foscolo intraprese la traduzione del primo libro dell'Iliade, accordandosi con Monti affinché fosse pubblicata assieme alla sua versione del primo libro. Nell'aprile del 1807 uscì così a Brescia presso Bettoni l'Esperimento di traduzione della Iliade di Omero; alla dedica a Monti seguivano un Intendimento del traduttore, il testo foscoliano (con quello cesarottiano in prosa - già pubblicato nel 1786 - a fronte), quello montiano e tre considerazioni, ciascuna di uno dei tre traduttori; la foscoliana si intitolava Su la traduzione del cenno di Giove, e si mostrava critica nei confronti delle maggiori versioni iliadiche precedenti, analizzando come avessero riportato i vv. 528-530 del libro primo e suggerendo in che modo avrebbero potuto essere più vicini all'originale, secondo quell'esigenza di assoluta fedeltà espressa nell'Intendimento.
Con una ricerca ossessiva della corrispondenza semantica e formale tra testo greco e riduzione italiana - fino a dove la diversità delle lingue e delle culture la permettesse -, Foscolo continuò a tradurre il poema omerico; portò a compimento i primi sette libri, lasciò ampiamente incompleto il lavoro sui libri ottavo, nono, decimo e ventesimo, ma pubblicò soltanto il terzo sull'Antologia di Giovan Pietro Vieusseux (ottobre 1821).
Il capobattaglione Ugo Foscolo, per ingraziarsi il generale Augusto Caffarelli, aiutante di campo di Napoleone e ministro della guerra del Regno d'Italia, curò una edizione delle opere di Raimondo Montecuccoli, con una ricca premessa sull'arte della guerra. L'opera si inserisce anche in una polemica con Madame de Staël sull'attitudine militare degli italiani.
Sollevato dagli incarichi militari su interessamento del Caffarelli, Foscolo si candidò alla cattedra di Eloquenza dell'Università degli Studi di Pavia, che si era resa vacante (la cattedra era stata tenuta in precedenza da Vincenzo Monti e da Luigi Cerretti). Ottenutala per chiara fama (18 marzo 1808) grazie all'interessamento di Luigi Arborio Gattinara di Breme, ministro dell'interno del Regno d'Italia, arrivò in città il 1º dicembre dello stesso anno. Qui, il 22 gennaio 1809 pronunciò la sua celebre orazione inaugurale, Dell'origine e dell'ufficio della letteratura, alla presenza di Alessandro Volta e Vincenzo Monti. Tuttavia Foscolo tenne poche lezioni (l'ultima il 15 giugno 1809), poiché l'incarico venne a breve soppresso da Napoleone, divenuto sospettoso di ogni libero pensiero. A Pavia Foscolo abitò a Palazzo Cornazzani in compagnia dell'amico Giulio Gabrielli di Montevecchio, arredandone le stanze in maniera sfarzosa e assumendo più persone di servizio; nello stesso edificio, curiosamente, poi abitarono anche Ada Negri e Albert Einstein.

### Il ritorno a Milano e le difficoltà (1809-1812)
Tornato a Milano per la terza volta, ebbe inizio per Foscolo un periodo di difficoltà economiche, reso più amaro dai contrasti con i letterati di regime, che non gli risparmiarono polemiche e malevole insinuazioni. Alla rottura con Monti (1810) si aggiunse l'insuccesso della tragedia Ajace, rappresentata alla Scala il 9 dicembre 1811, che non ebbe successo e venne, inoltre, vietata dalla censura per le allusioni antifrancesi contenute.

### Il soggiorno sereno e produttivo a Bellosguardo (1812-1813)
(Le Grazie, Inno I, vv.11-14)

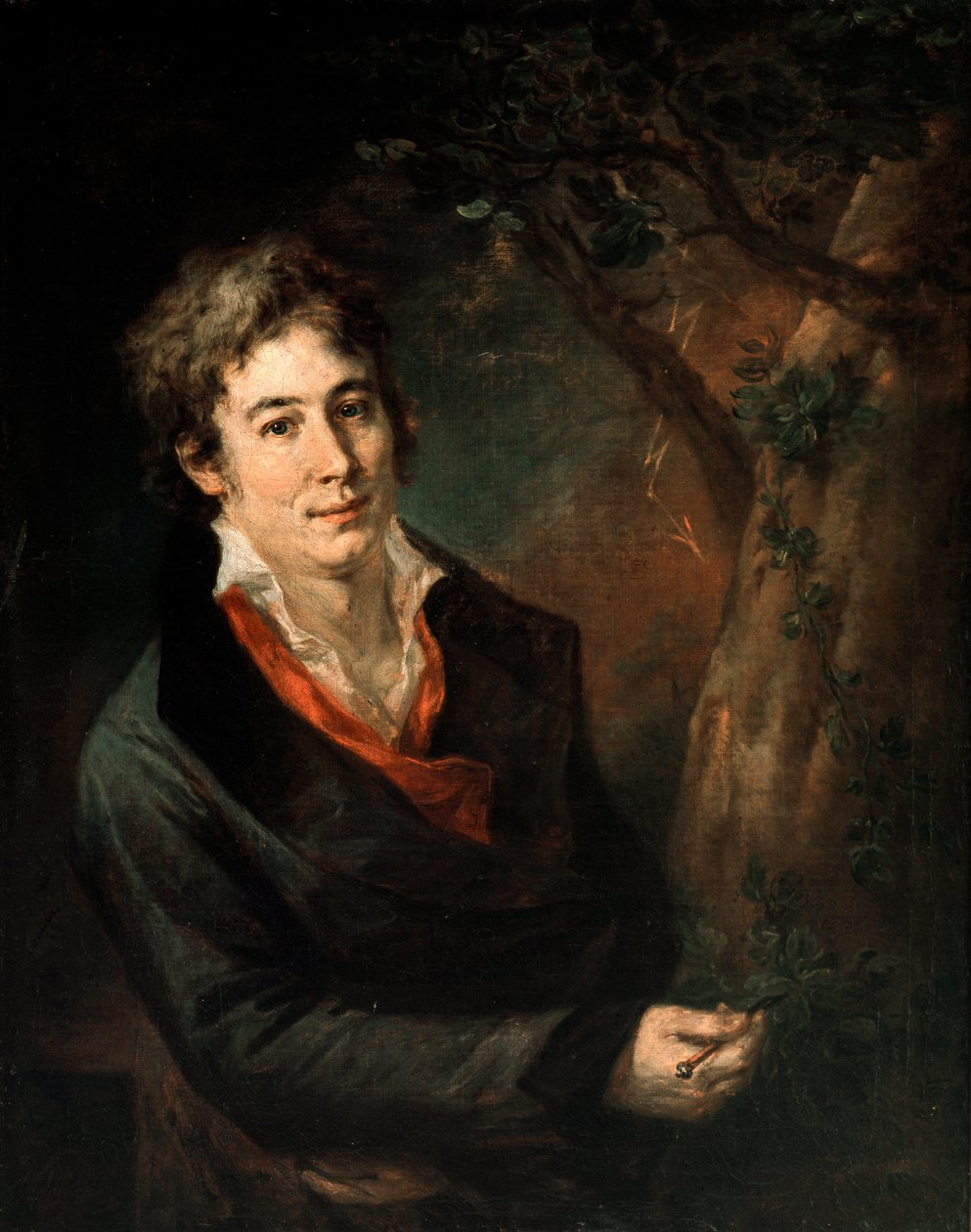
Andrea Appiani, Ugo Foscolo (1801-1802)

Abbandonata Milano il 12 agosto del 1812, il poeta si trasferì a Firenze, dopo avere fatto tappa a Piacenza, Parma e Bologna, città in cui incontrò l'amica Cornelia Rossi Martinetti. Il 17 arrivò all'albergo delle Quattro Nazioni, dove alloggiò un paio di mesi, iniziando la stesura dell'inno Alle Grazie, concretizzatosi dapprima nella cosiddetta Prima redazione dell'Inno, quindi, attraverso ampliamenti e rielaborazioni, nella Seconda redazione, e destinato a prendere forma in un carme tripartito nell'aprile del 1813.
Lasciato il primo alloggio, Foscolo si stabilì per un breve periodo a Casa Prezziner, in Borgo Ognissanti, e si trasferì poi alla villa di Bellosguardo, dove trascorse, fino al 1813, un periodo di intensi affetti, di soddisfazioni mondane e di lavoro creativo. Egli infatti ottenne l'amore della senese Quirina Mocenni Magiotti, frequentò il salotto della contessa d'Albany, l'amica di Alfieri, lavorò, come detto, al carme di argomento mitologico, scrisse la tragedia Ricciarda, rappresentata in città nel 1813, riprese la traduzione del Viaggio sentimentale, pubblicato lo stesso anno e corredato della Notizia intorno a Didimo Chierico, oltre a tradurre altri canti dell'Iliade.

### L'esilio definitivo dall'Italia (1813-1827)

#### Partenza da Milano e l'esilio in Svizzera (1813-1816)
Dopo la sconfitta di Napoleone Bonaparte nella battaglia di Lipsia, nell'ottobre del 1813, e l'abdicazione del 1814, Foscolo ritornò per la quarta volta a vivere a Milano, riprendendo il proprio grado nell'esercito e compiendo un disperato tentativo di raccogliere uomini disposti a sacrificarsi per la città, ma l'arrivo in città degli austriaci abbatté la sua fiducia in una futura Italia indipendente. Nonostante la sua fedeltà al viceré Eugenio di Beauharnais (l'anno successivo ci sarà l'ultimo tentativo dei filo-napoleonici con il proclama di Rimini del re di Napoli Gioacchino Murat), ultima speranza del cosiddetto "partito francese", alla fine decise di non opporsi con le armi ai vincitori.
Ebbe un momento di esitazione, quando il governatore austriaco feldmaresciallo Bellegarde gli offrì di collaborare con il nuovo governo, dirigendo una rivista letteraria, la futura "Biblioteca italiana". Foscolo accettò e stese il programma della rivista, ma intervenne l'obbligo di giuramento al nuovo regime, cosicché la notte prima di giurare (31 marzo del 1815) lasciò l'Italia per un volontario esilio definitivo, mentre Napoleone tentava in Francia l'ultima impresa, i "cento giorni".
Così Foscolo rievocherà, dieci anni più tardi, la fuga improvvisa:
(Lettera apologetica)
Partito praticamente senza effetti personali e senza tabarro, il poeta si rifugiò a Hottingen (al tempo municipalità autonoma, inglobata alla fine del secolo nella città di Zurigo), in Svizzera, assunse gli pseudonimi di Lorenzo Aldighieri (poi Alderani, come l'amico di Jacopo Ortis) e, a livello letterario, di Didimo Chierico.
Malgrado le varie peregrinazioni in terra svizzera, per sfuggire ai controlli della polizia austriaca, egli riuscì a stampare a Zurigo, nel 1816, le Vestigia della storia del sonetto italiano, il libretto satirico contro i letterati milanesi Didimi clerici prophetae minimi Hypercalypseos liber singularis (l'Ipercalisse), la terza edizione dell'Ortis e a scrivere gli appassionati Discorsi sulla servitù d'Italia, pubblicati postumi.

#### Gli ultimi anni di vita a Londra (1816-1827)
(Solcata ho fronte, occhi incavati intenti, 1803)
Nel frattempo l'Austria insisteva nel reclamare la sua estradizione, ma Foscolo trovò un prezioso alleato nell'ambasciatore d'Inghilterra a Berna che gli rilasciò un passaporto per la Gran Bretagna, attraverso i buoni uffici di William Stewart Rose, dedicatario dell'Ipercalisse. Il documento gli era stato concesso innanzitutto in quanto nativo di Zante, divenuta protettorato britannico dopo il Congresso di Vienna del 1815. Poté dunque partire grazie al denaro ricavato dalla vendita dei propri libri a Milano e con quello fornitogli dal fratello Giulio, a quei tempi in Ungheria con l'esercito austriaco, cui lui aveva aderito.
Attraverso la Germania e l'Olanda, il 12 settembre 1816 il poeta giunse a Londra, dove trascorse gli ultimi undici anni di vita fra non lievi difficoltà economiche e morali. Appena arrivato in città, entrò in contatto con numerosi intellettuali inglesi, venendo introdotto nel circolo culturale di Holland House. Diventò amico di John Murray, l'editore che nell'aprile del 1817 diede alle stampe la quarta e ultima versione delle Ultime lettere di Jacopo Ortis (l'opera coincide sostanzialmente con quella zurighese dell'anno precedente), accompagnate da una breve Notizia e da una selezione di capitoli della traduzione del Viaggio sentimentale sterniano.
I primi tempi dell'esilio inglese furono piuttosto felici, il primo impatto addirittura entusiasmante. Le nuove amicizie e la fama di cui godeva oltremare sorpresero il poeta: «da che toccai l'Inghilterra ebbi lieta ogni cosa [...]. Qui per la prima volta mi sono avveduto ch'io non sono affatto ignoto a' mortali; e mi veggo accolto come uomo che godesse già da un secolo di bella fama e illibata», scrisse all'amica Quirina Mocenni Magiotti una settimana dopo il suo arrivo.
Nel 1817 morì a Venezia la madre (28 aprile), e Foscolo si occupò soprattutto della situazione delle Isole Ionie, scrivendo tre articoli, Stato politico delle Isole Jonie, Mémoires sur l'éducation publique aux Isles Ioniennes e Come ottenere modifiche alla costituzione delle Isole Ionie. Pensò anche di seguire in Grecia il cugino Dionisio Bulzo che, giunto in Inghilterra come «membro di una delegazione della Repubblica Ionia, aveva l'incarico di presentare al Reggente la sua nuova Costituzione». Cadde però da cavallo in luglio e non poté partire.
Durante il periodo londinese Foscolo si dedicò prevalentemente all'attività editoriale e giornalistica e si impegnò nello studio storico-critico di alcuni momenti, testi e personaggi della letteratura italiana, soprattutto Dante, Petrarca e Boccaccio.
Risalgono a questi anni, oltre al quarto Ortis, nuovi saggi sulle traduzioni omeriche, l'elaborazione di Le Grazie e le incompiute Lettere scritte d'Inghilterra ('16-'18), di cui una parte edita postuma con il titolo il Gazzettino del bel mondo, l'incompleta Lettera apologetica, ritrovata da Mazzini e da lui stesso pubblicata dopo la morte di Foscolo, i celebri Essays on Petrarch (1821, II ed. 1823), il Discorso storico sul testo del Decamerone (1825) e il Discorso sul testo della Commedia di Dante (1826). Inoltre una trentina di saggi critici, scritti per essere tradotti in inglese e pubblicati sulle riviste periodiche britanniche, tra cui si segnalano la serie delle Epoche della lingua italiana e l'articolo noto con il titolo italiano di Antiquarj e Critici (1826). Foscolo venne accolto nei circoli liberali, e all'inizio guadagnò bene con le proprie attività.

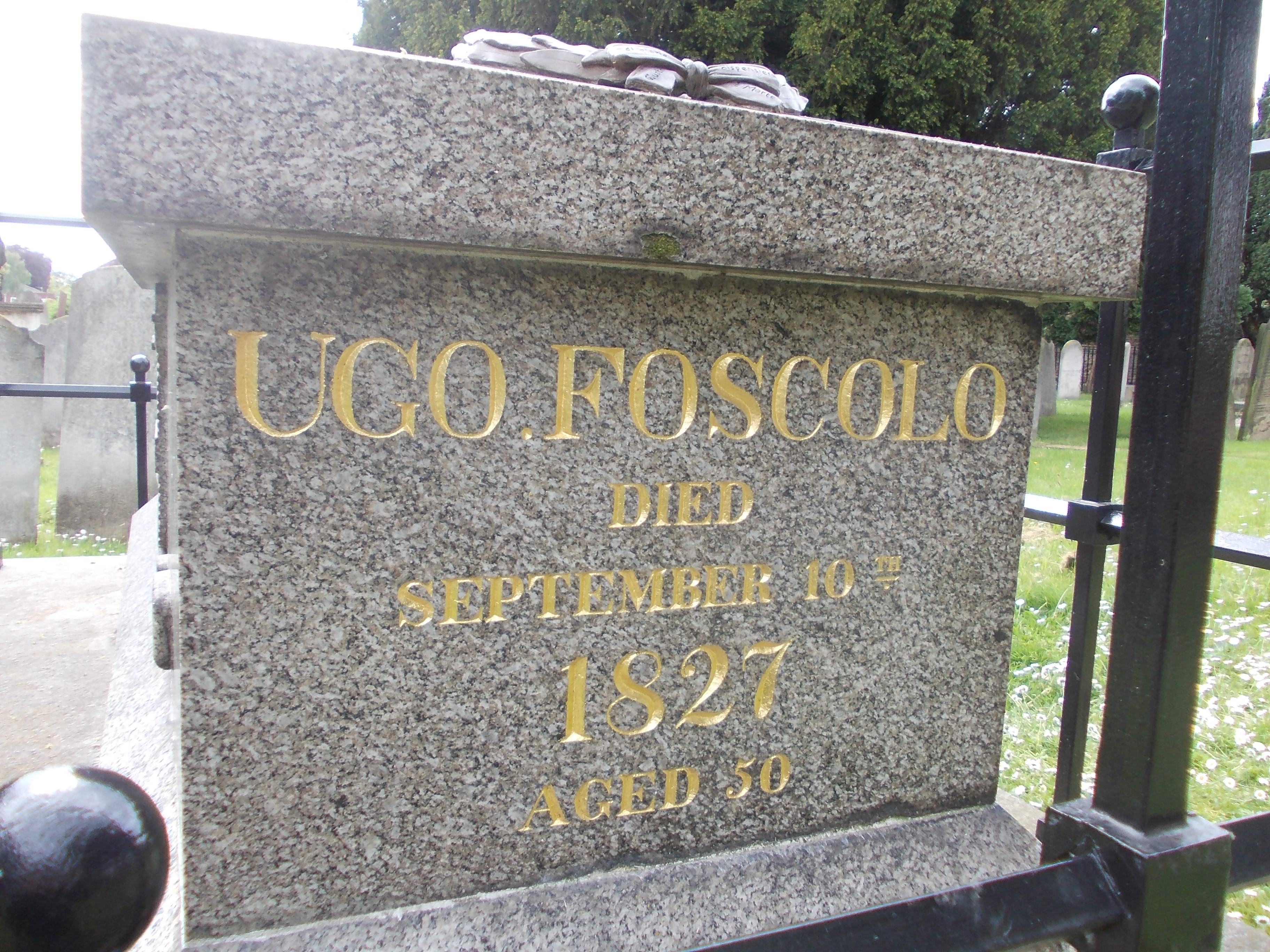
Memoriale di Foscolo a Londra, tomba del poeta dal 1827 al 1871

Ben presto, la vita troppo signorile, un carattere difficile, che gli alienò molte simpatie, e alcune speculazioni avventate in affari (come la costruzione di una grande villa dove vivere, che gli sarà sequestrata), ridussero però il poeta al dissesto economico, tanto da essere per breve tempo incarcerato causa debiti nel 1824. Uscito dal carcere fu costretto a sopravvivere nei quartieri più poveri di Londra, celandosi spesso sotto falso nome (Lord Emerytt, dal nome della figlia) per sfuggire ai creditori. Aveva intanto ritrovato la figlia (o forse figlia adottiva) Floriana, che lo assistette con devozione durante i suoi ultimi anni, e della quale era stato nominato tutore legale dalla nonna Lady Walker. A Londra, Foscolo fece anche una proposta di matrimonio alla diciannovenne Caroline Russell, figlia di un importante magistrato, da questa rifiutata dopo molte insistenze dello scrittore, che anni prima aveva spesso fuggito il matrimonio, frequentando in genere nobili già sposate. A causa della vita dispendiosa, consumò anche l'eredità di 3000 sterline lasciate dalla Walker alla nipote, cosicché entrambi dovettero trasferirsi in quartieri poveri e malsani, dove il poeta contrasse una malattia respiratoria, probabilmente la tubercolosi. Nel 1825 diventò insegnante di italiano in un istituto femminile e l'anno successivo fece domanda per ottenere la cattedra di italiano all'Università di Londra, da poco istituita.

#### Morte e posterità
Povero e debole, gli venne diagnosticata una malattia al fegato, esito probabile di tubercolosi miliare, che fece peggiorare ulteriormente le sue condizioni di vita; decise dunque di trasferirsi nel piccolo sobborgo londinese di Turnham Green, dove si ammalò di idropisia polmonare, stadio finale della malattia, e venne inutilmente operato per due volte dal medico italiano che lo assisteva. Ugo Foscolo morì infine il 10 settembre del 1827 a quarantanove anni; la figlia, che lo accudì fino all'ultimo, morì circa due anni dopo a soli 24 anni.
Fu sepolto nel cimitero di Chiswick, a spese del banchiere quacchero Gurney, suo amico. Nella tomba gli furono messe due monete di rame sugli occhi, secondo un rituale greco antico. La tomba, recentemente restaurata, porta incisa erroneamente l'età di cinquanta anni. Le sue ceneri, nel 1871, furono traslate nella Basilica di Santa Croce a Firenze, tempio di quelle itale glorie che lui stesso aveva celebrato nel carme Dei sepolcri, con i versi «Ma più beata ché in un tempio accolte / Serbi l'itale glorie, uniche forse / Da che le mal vietate Alpi e l'alterna / Onnipotenza delle umane sorti / Armi e sostanze t'invadeano ed are / E patria e, tranne la memoria, tutto»..
I resti del Foscolo tornarono così alla sua patria, come egli aveva desiderato, con una grande celebrazione voluta dal nuovo Regno d'Italia. Sopra alla tomba, ai piedi della statua realizzata da Antonio Berti, che lo ritrae, fu posta ad opera del governo fascista nel 1939 una targa che ne celebra il valore, che recita: “Le ossa di Ugo Foscolo morto a Londra il X settembre MDCCCXXVII sepolto nel cimitero di Chiswick restituite dall’Inghilterra nel giugno del MDCCCLXXI e deposte in questo tempio che la poesia dei Sepolcri aveva consacrato alla memoria dei grandi d’Italia trovano finalmente per volontà del governo fascista e del comune di Firenze l’auspicato degno riposo. XXVII aprile MCMXXXIX XVII”.
Ferma restando la grandezza del poeta, secondo la studiosa irlandese Lucy Riall la grande glorificazione di Foscolo a opera del nuovo governo italiano era parte della creazione di un pantheon di eroi laici (a cui poi seguiranno le celebrazioni di figure come quella di Garibaldi) come auspicato dal poeta stesso nei Sepolcri, per la religione civile della nuova Italia in contrasto con la Chiesa per la questione romana.
Del Foscolo ci resta anche un ricchissimo Epistolario, documento molto importante della sua vita tumultuosa, anticipatrice (come quella di altri contemporanei) della figura dell'eroe romantico alla Byron e alla Shelley (morti comunque prima di lui, nonostante appartenessero alla generazione successiva); la figura di Foscolo fu spesso identificata con quella del suo personaggio, Jacopo Ortis, dai tratti certo autobiografici nel carattere. Anche per questo, come già l'Alfieri e Dante, Foscolo venne nel Risorgimento considerato come una sorta di "vate" della Patria italiana e della sua libertà, specialmente grazie all'ammirazione per le sue idee politiche nutrita da Giuseppe Mazzini. Il Foscolo letterato ispirerà invece molti scrittori e poeti, come Giacomo Leopardi, Alessandro Manzoni, Mario Rapisardi e Giosuè Carducci.

## Pensiero e poetica
(Ugo Foscolo, Dei Sepolcri, vv. 233-234)
Foscolo aderì con convinzione alle teorie illuministiche di stampo materialistico e meccanicistico (in particolare il materialismo di Thomas Hobbes, Paul Henri Thiry d'Holbach, Diderot ed Helvétius, e il sensismo di Condillac). Tali teorie, da una parte, contenevano elementi rasserenanti in quanto allontanavano le superstizioni, ma dall'altra determinarono in lui l'angoscia davanti al "nulla eterno", all'oblio che avvolge l'uomo dopo la morte. Foscolo, infatti, si può definire ateo e razionalista, ma non areligioso. In lui il pessimismo e l'ansia di eternità si agitano dando un tono drammatico a poesia e a prosa. Altre grandi ispirazioni, modelli di vita e di letteratura, furono per lui Giuseppe Parini e Vittorio Alfieri nonché Jean-Jacques Rousseau e Goethe.
Volendo recuperare alcuni valori spirituali in non completo disaccordo con la ragione, preferì alla fede una propria, personale, "religione delle illusioni", a differenza per esempio di Manzoni. Foscolo celebrò cioè quei valori insopprimibili nell'uomo che erano secondo lui la patria (l'Italia, ma anche Zante) - grande famiglia che garantisce "certezza d'are, di campi, di sepoltura" - l'amore, la poesia, la libertà, la bellezza, l'arte, il piacere della vita e soprattutto le nobili imprese, che rendono degni di essere ricordati. È assunto a simbolo di questa filosofia il sepolcro che, da legame di affetto, simbolo di civiltà ed esempio per i compatrioti (concetti caro agli uomini del Risorgimento), diventa suscitatore di poesia eternatrice, monumento dunque inutile ai morti ma efficace strumento per i vivi, specialmente nel caso di sepolcri o memoriali di uomini illustri. La morte non è meno vuota - e doloroso il pensiero dell'addio alla vita - se essa trascorrerà eternamente "all'ombra de' cipressi e dentro l'urne / Confortate di pianto", ma le illusioni addolciranno il tutto:
(Ugo Foscolo, Ultime lettere di Jacopo Ortis)

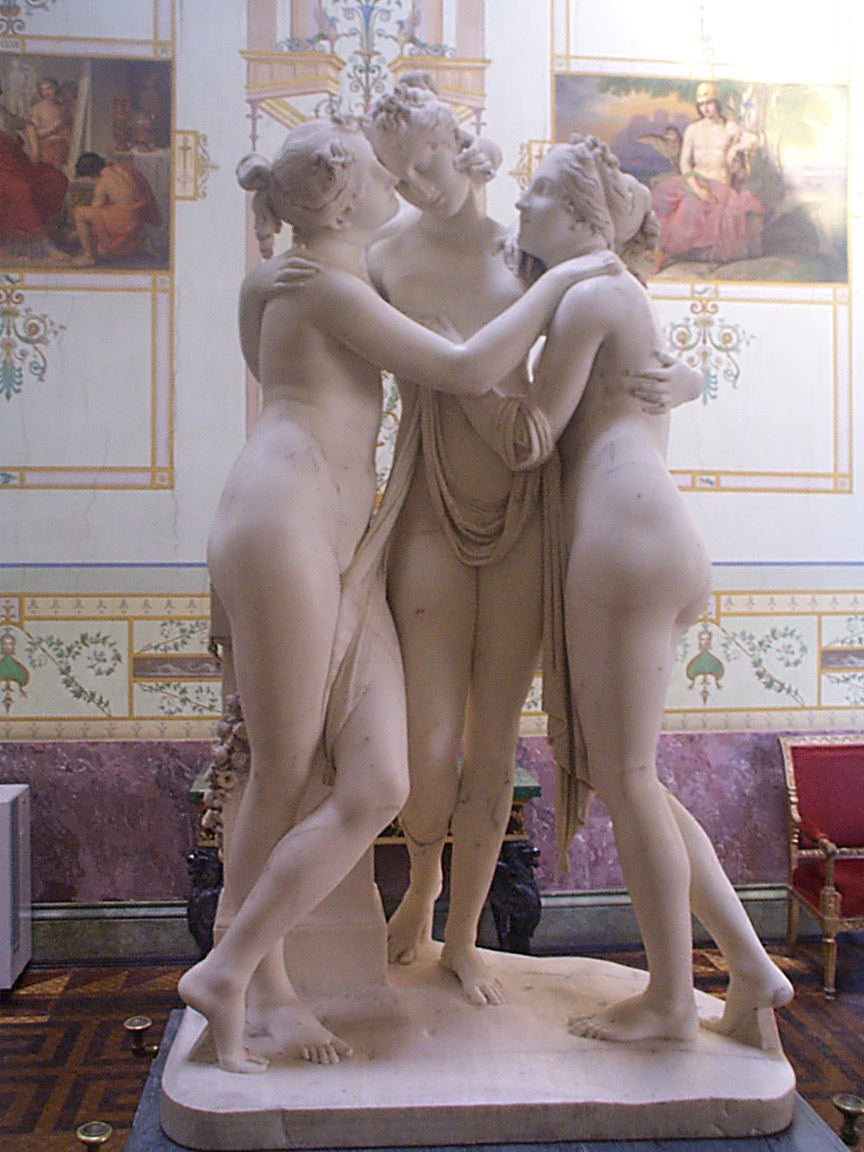
Antonio Canova, le Tre Grazie

Foscolo, oltre all'inquietudine tipicamente preromantica, è molto legato all'estetica neoclassica. Il poeta fa frequente ricorso alla mitologia - così come Giambattista Vico, recuperando la teoria di Evemero, per cui gli dèi furono eroi e persone illustri, resi immortali dai poeti e dagli uomini comuni -, vede nella Grecia classica non solo la propria origine, ma anche il rifugio ideale di serenità (il "mito dell'Ellade"), lontano dal mondo dilaniato dalle guerre, ma sempre con lo sguardo rivolto alla realtà (Le Grazie); dal punto di vista formale utilizza spesso gli endecasillabi. Il suo neoclassicismo è profondamente spiritualizzato, lontano da vagheggiamenti stilizzati di gusto archeologico e decorativo. La vicinanza con Alfieri gli fa concepire l'arte sempre impegnata anche in funzione civile, come già era stato per Parini: i tre letterati saranno tra i simboli più frequenti dei risorgimentali. Dallo storicismo di Vico riprende anche l'idea che gli uomini primitivi, i quali nelle origini vivevano allo stato ferino, attraverso la religione, i matrimoni e la sepoltura sono gradualmente pervenuti alla civiltà.
Foscolo, influenzato dalle tragiche vicende del suo tempo, non nutre più la fiducia nel progresso e nell'umanità degli illuministi, ma descrive gran parte del mondo come regredito a una "foresta di belve", riprendendo le idee di Machiavelli e Hobbes; questo gli provoca, dati i suoi ideali umanitari, un conflitto doloroso, perché il cambiamento presupponeva la rivoluzione e la rivoluzione portava comunque la guerra e la violenza fratricida.
Come molti intellettuali dell'epoca, Foscolo fu anche massone, iniziato nella "Loggia Reale Amalia Augusta" di Brescia.

## Manoscritti autografi
Fuggendo in Svizzera nel maggio del 1815, Foscolo affidò i suoi libri e gran parte dei manoscritti a Silvio Pellico il quale li vendette, qualche anno prima del suo arresto, all'amica del poeta Quirina Mocenni Magiotti e inviò il ricavato al Foscolo, nascondendosi, per delicatezza, nell'anonimato. Dalla Magiotti il fondo finì per pervenire alla Biblioteca Nazionale di Firenze, dove è tuttora conservato.
L'altro gruppo di manoscritti, formatosi soprattutto durante l'esilio, passò in eredità alla figlia Floriana e poi al canonico spagnolo, esule in Inghilterra, Miguel de Riego, che li vendette a un gruppo di estimatori del Foscolo - tra i quali Gino Capponi - e da questi alla Biblioteca Labronica di Livorno.
Altri autografi sono conservati alla Biblioteca Braidense di Milano, alla Universitaria di Pavia, alla Biblioteca di Storia moderna e contemporanea di Roma. Variamente sparse sono le lettere del Foscolo, mentre gli autografi dei Sepolcri, delle Odi, dei Sonetti e dell'Ortis furono a suo tempo distrutti dallo stesso poeta. Dei sonetti esistevano già molte copie stampate, spesso con divergenze minime nei testi, non potendo consultare l'originale. Nei primi giorni del 1807, andò a Brescia per prendere accordi con il tipografo Nicolò Bettoni in merito alla stampa dei Sepolcri e dell'Esperimento di traduzione dell’Iliade.

## Opere

### Componimenti poetici
- Ai novelli repubblicani, ode (1797)
- A Bonaparte liberatore, ode (1797)
- A Luigia Pallavicini caduta da cavallo, ode (1800)
- All'amica risanata, ode (1802)
- Non son chi fui, perì di noi gran parte, sonetto (1802)
- Che stai?, sonetto (1802)
- Te nudrice alle Muse, sonetto (1802)
- E tu ne' carmi avrai perenne vita, sonetto (1802)
- Perché taccia il rumor di mia catena, sonetto (1802)
- Così gl'interi giorni in lungo incerto, sonetto (1802)
- Meritamente, però ch'io potei, sonetto (1802)
- Solcata ho fronte, sonetto (1802)
- Alla sera, sonetto (1803)
- A Zacinto, sonetto (1803)
- Alla Musa, sonetto (1803)
- In morte del fratello Giovanni, sonetto (1803)
- Dei sepolcri, carme (1807)
- Le Grazie, poemetto incompiuto (1803-1827)

### Romanzi e scritti in prosa
- Sesto tomo dell'io, romanzo autobiografico (1799-1801)
- Ultime lettere di Jacopo Ortis, romanzo epistolare (1802-1803)

### Opere teatrali
- Tieste, tragedia (1795)
- Edippo, tragedia (1795-1796?) - attribuita
- Ajace, tragedia (1810-1811)
- Ricciarda, tragedia (1813)

### Altri scritti
- Epistolario (1794-1827)
- Esame su le accuse contro Vincenzo Monti (1798)
- Discorso su la Italia (1799)
- Orazione a Bonaparte pel Congresso di Lione (1802)
- Chioma di Berenice, traduzione della versione catulliana del carme di Callimaco (1803)
- Della poesia, dei tempi e della religione di Lucrezio (1803) - frammenti
- Viaggio sentimentale, traduzione del romanzo di Laurence Sterne, iniziata nel 1805 e pubblicata nel 1813 dall'editore Molini, sotto lo pseudonimo di Didimo Chierico
- Notizia intorno a Didimo Chierico (1813), allegata alla precedente
- Esperimento di traduzione della Iliade di Omero, comprendente la traduzione del primo libro del poema omerico (1807)
- Dell'origine e dell'ufficio della letteratura (1809)
- Ipercalisse (1810), sotto lo pseudonimo di Didimo Chierico
- Ragguaglio d'un'adunanza dell'Accademia de' Pitagorici (1810), sotto lo pseudonimo di Didimo Chierico
- Discorso sul testo della Divina Commedia (1818)
- Saggio sulla letteratura contemporanea in Italia (1818)
- Essays on Petrarch
- Discorso storico sul testo del Decamerone
- Della nuova scuola drammatica in Italia, incompiuto
- Lettera apologetica (1825)